# История Гибралтара

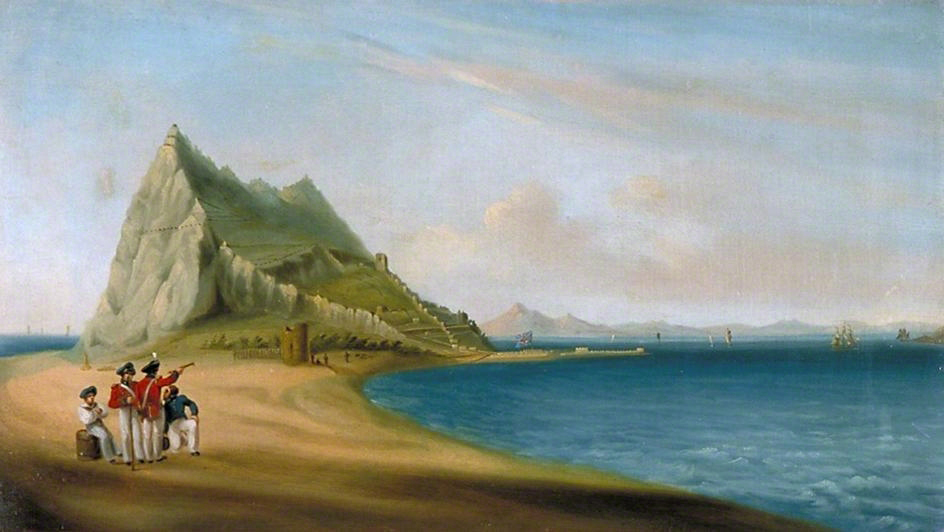
«Вид на Гибралтар с севера, со стороны испанских линий» Джона Мейса (1782)

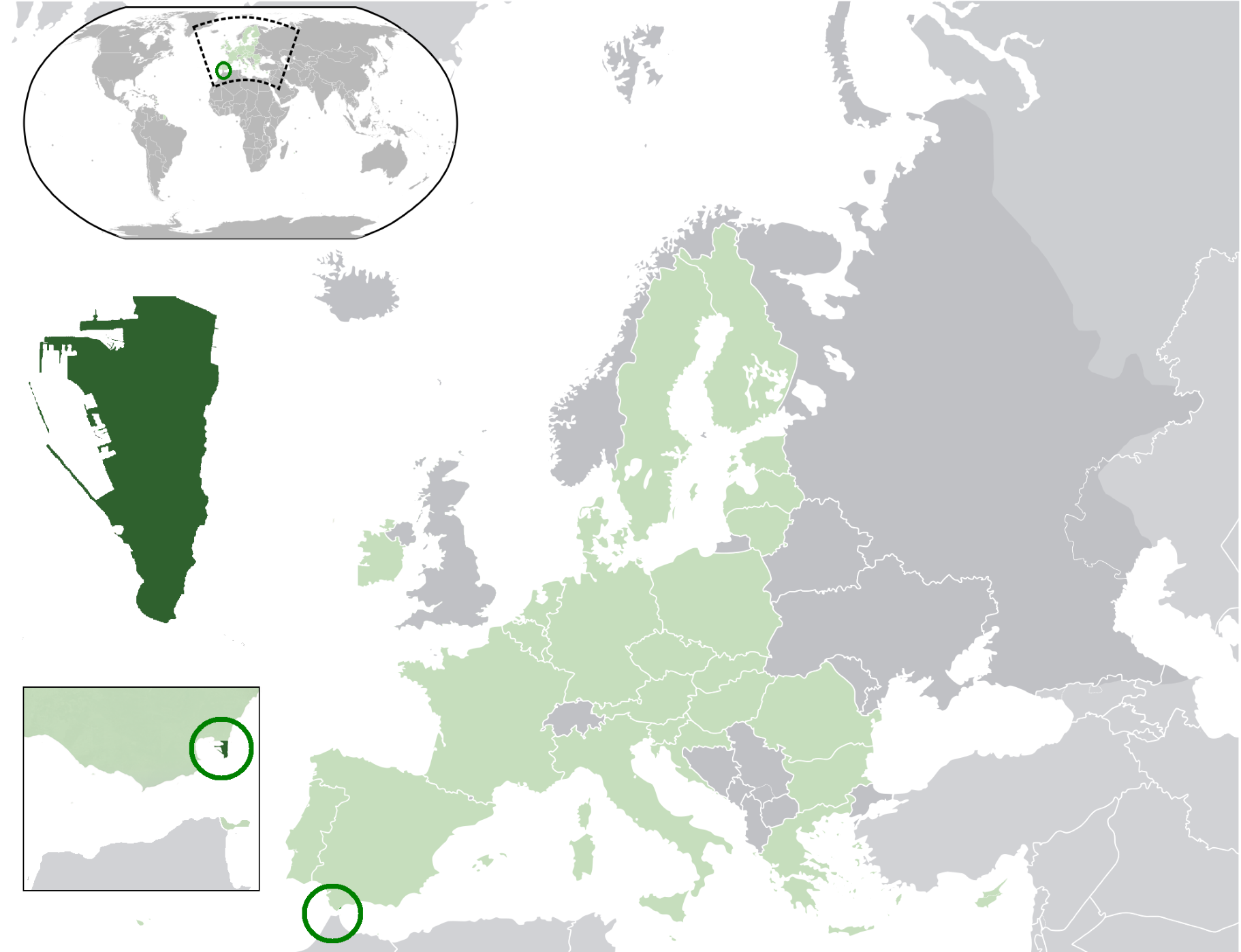
Гибралтар на юге Пиренейского полуострова

Исто́рия Гибралта́ра, небольшого полуострова на юге Пиренейского полуострова вблизи пролива, соединяющего Средиземное море с Атлантическим океаном, насчитывает более 3000 лет. За это время полуостров превратился из древнего места поклонения в одно из наиболее укреплённых мест Европы, за обладание которым велись ожесточённые сражения. Город, возникший здесь в Средневековье, неоднократно подвергался осадам и штурмам на протяжении нескольких веков.
Гибралтар был впервые заселён более 50 000 лет назад неандертальцами (Неандертальцы в Гибралтаре) и, возможно, является одним из последних мест, где они обитали, прежде чем исчезнуть примерно 40 000 лет назад. Митохондриальная ДНК неандертальца Gibraltar 1 из карьера Форбса ближе всего к мтДНК неандертальца из французского грота Мандрин и попадает в одну кладу с неандертальцами из польской пещеры Стайня, испанской пещеры Галерея-де-лас-Эстатуас и северокавказской пещеры Мезмайская (Мезмайская-1). При этом неандертальцы из этой клады заметно отличались по мтДНК от других более поздних неандертальцев Западной Евразии.
Письменная история Гибралтара начинается около 950 года до н. э., когда поблизости поселились финикийцы. Карфагеняне и римляне возносили здесь молитвы Геркулесу, алтарь которого, как предполагается, был устроен на вершине Гибралтарской скалы, считающейся одним из двух Геркулесовых столбов.
Гибралтар стал частью Королевства вестготов вскоре после падения Римской империи, а затем в 711 году оказался под властью мавров. Они, основав здесь первое постоянное поселение, дали скале название Джебе́ль Та́рик (араб. جبل طارق‎) — «Гора Тарика», из которого впоследствии образовалось современное название «Гибралтар». Христианское королевство Кастилия в 1309 году аннексировало полуостров, но в 1333-м снова уступило его маврам. Вернуть Гибралтар удалось только в 1462 году, когда он стал частью единого Испанского королевства. Под властью Испании он оставался до 1704 года.
Во время Войны за испанское наследство англо-голландский флот, выступавший на стороне Священной Римской империи, нанёс поражение испанцам, и по Утрехтскому мирному договору 1713 года Гибралтар отошёл Великобритании.
Испания не оставляла попыток вернуть контроль над Гибралтаром, который Великобритания объявила коронной колонией. Но ни военные, ни дипломатические, ни экономические меры результата не принесли. Гибралтар пережил осады и сильные бомбардировки во время трёх войн между Испанией и Великобританией, но каждый раз нападение удавалось отбить. Последняя осада в XVIII веке стала четырнадцатой по счёту за 500 лет.
После Трафальгарского сражения Гибралтар стал основной базой в Пиренейских войнах. В XIX и XX веках колония быстро разрасталась, превращаясь в наиболее важное владение Великобритании на Средиземноморье. Она была ключевым портом для кораблей, следующих в Индию через Суэцкий канал. Здесь к концу XIX века появилась дорогостоящая военно-морская база, ставшая основой гибралтарской экономики.
Принадлежность Гибралтара британцам обеспечила союзникам контроль над входом в Средиземное море во время Второй мировой войны. Силы Германии, Италии и Вишистской Франции неоднократно атаковали полуостров, но без особого успеха. Испанский диктатор Франко не принял план нацистов оккупировать Гибралтар, но после войны вновь предъявил претензии на эту территорию.
В ходе обострения спора Испания с 1969 по 1985 год закрыла границу с Гибралтаром, перерезав всё сообщение с полуостровом. Испанскую позицию поддерживали страны Латинской Америки, но Великобритания и сами гибралтарцы её не принимали. Обсуждение статуса Гибралтара продолжалось, но ни к какому решению Британия и Испания прийти не смогли.
С 1985 года Гибралтар переживает значительные перемены. В результате сокращения британских сил на полуострове, который более не рассматривается как важный военный объект, изменилась структура экономики колонии. Теперь её основу составляют туризм, финансовые услуги, обслуживание морских путей и интернет-казино. Большей частью Гибралтар пользуется внутренним самоуправлением, имеет собственный парламент и правительство. Великобритания отвечает за оборону полуострова и международную политику. Благодаря успешной экономике Гибралтар является одной из самых богатых территорий Европейского союза.

## Географическое описание
История Гибралтара отражает его стратегическое расположение — на входе в Средиземное море. Этот вытянутый полуостров окаймляет с востока Гибралтарский залив, на противоположном берегу которого, примерно в 6,5 км на запад, находится испанский город Альхесирас. С юга полуостров отделён от североафриканского Марокко Гибралтарским проливом шириной 24 км. Такое положение делает Гибралтар выгодным местом для стоянки кораблей и контроля за перемещениями через пролив. С военной точки зрения количество мест, имеющих подобное стратегическое значение, крайне невелико.
Площадь полуострова составляет всего 6,7 км². Бо́льшую часть суши занимает Гибралтарская скала, имеющая крутые склоны и поднимающаяся на высоту 426 м. Город Гибралтар расположен у её подножия на западном побережье полуострова. Полуостров соединён с материком узким песчаным перешейком. Северный склон скалы представляет собой практически вертикальную стену высотой 396 м, нависающую над перешейком. Единственный путь в город — береговая песчаная полоса шириной порядка 350 м, до насыпки грунта в течение XX века имевшая ещё меньшую ширину.
География Гибралтара определила его природные оборонительные преимущества. Северный и восточный склоны скалы практически неприступны, относительно ровное пространство вокруг мыса Европа окружено утёсами высотой до 30 м. Единственное пригодное для строительства поселения место — западная часть полуострова, но даже здесь склон достаточно крутой, чтобы обеспечить преимущество в обороне. Эти факторы в течение многих веков обеспечивали Гибралтару огромное военное значение.

## Доисторическое время

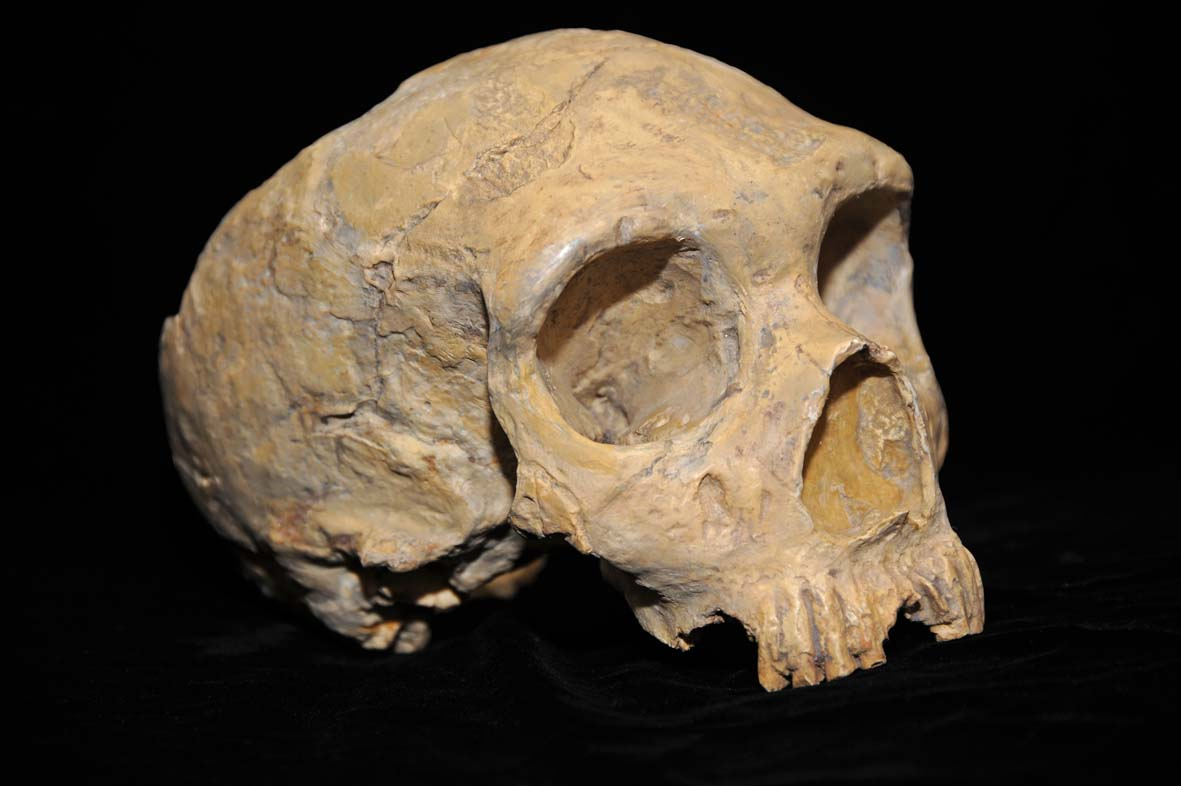
Череп неандертальца Gibraltar 1, жившего на полуострове Гибралтар 50000 лет назад

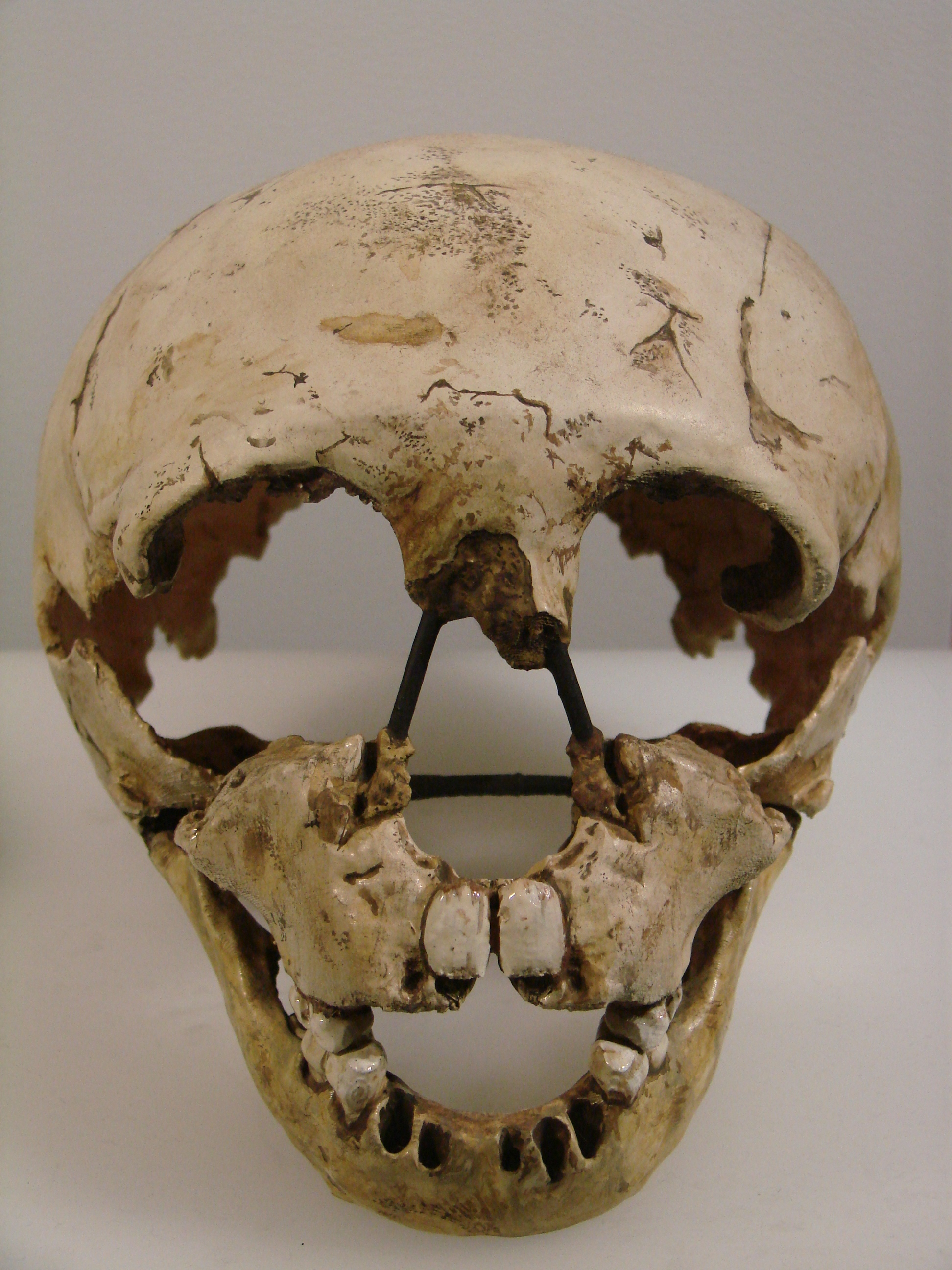
Череп неандертальца Gibraltar 2

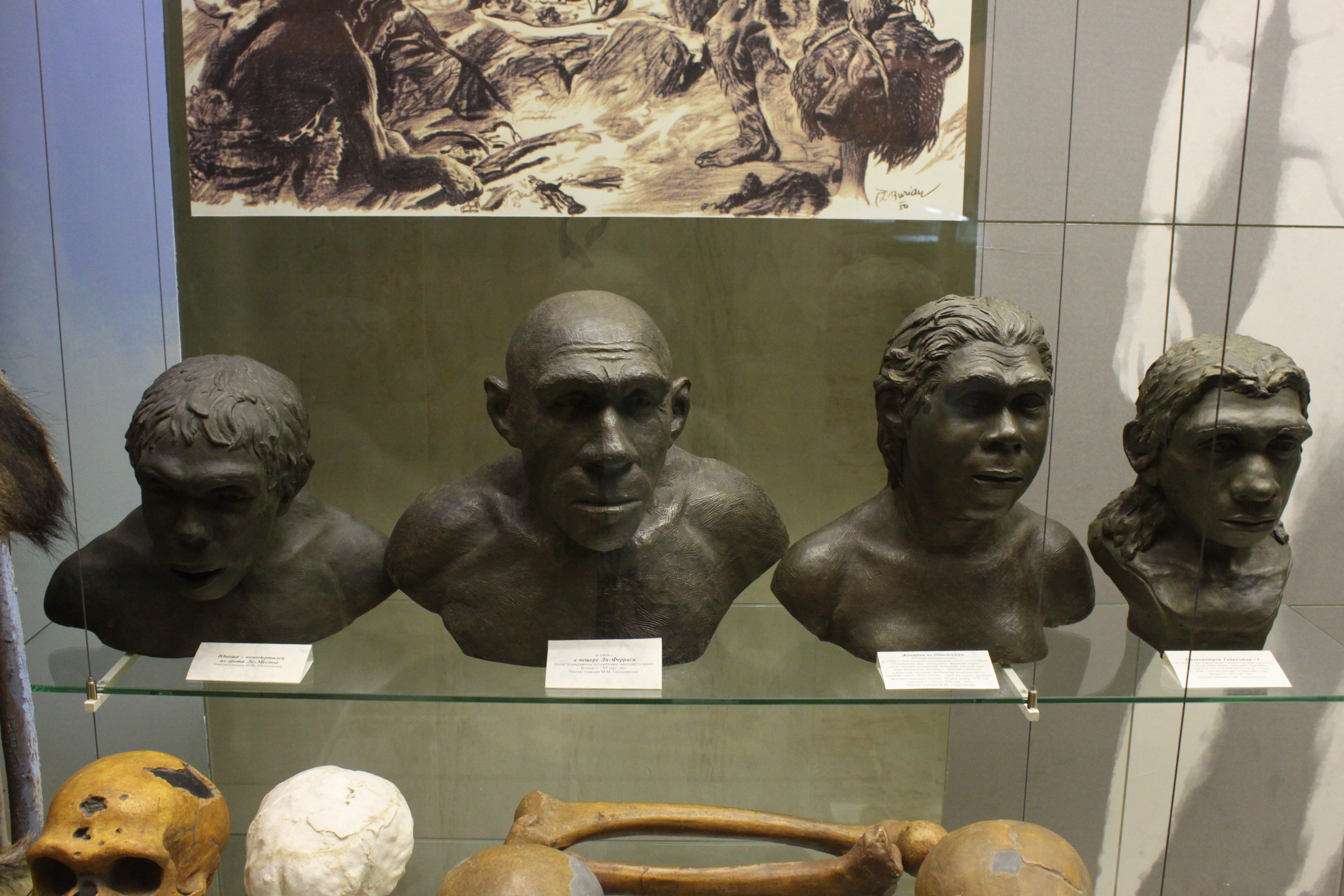
Реконструкция неандертальца Gibraltar 1 в экспозиции Дарвиновского музея 5 (первый справа)

В доисторическое время местность вокруг Гибралтара имела иной вид. Уровень моря был значительно ниже, и Гибралтарскую скалу окружали плодородные равнины, марши и песчаные дюны, а не море. Территория отличалась богатством животной и растительной жизни.
В пещерах Гибралтарской скалы обитали неандертальцы. В 1848 году в каменоломне на севере скалы был найден череп неандертальской женщины, всего второй подобный в истории полностью сохранившийся. Точная датировка черепа не установлена, его относят к началу последней ледниковой эпохи примерно 50 000 лет назад.
Остатки неандертальцев были найдены также возле башни Дьявола, в пещерах Ибекс, Вангард, Форбса и Горэма на восточном склоне Гибралтарской скалы. При раскопках в пещере Горэма были обнаружены свидетельства пребывания здесь неандертальцев от 28 000 до 24 000 лет назад, то есть позднее, чем, как ранее считалось, они вымерли по всей Европе.
По данным палеогенетиков, неандерталка Gibraltar 1 из пещеры Форбса (Forbes 'Quarry) по мтДНК более похожа на неандертальцев возрастом 120 тыс. л. н. из пещеры Складина в Бельгии (Scladina I-4A), Холенштайн-Штаделя в Германии и на неандертальца Mezmaiskaya 1 из пещеры Мезмайская (Россия), чем на позднего неандертальца возрастом 49 тыс. лет назад El Sidrón 1253 из пещеры Эль-Сидрон на севере Испании и других поздних неандертальцев из Европы и Западной Азии. Геномы неандертальцев Gibraltar 1, Vindija 33.19 (пещера Виндия в Хорватии) и Chagyrskaya 8 (Чагырская пещера в России) ближе друг к другу нежели к геному неандертальца Altai Neanderthal из Денисовой пещеры в России. Так же учёным удалось секвенировать древнюю ДНК из останков мальчика Gibraltar 2.
После исчезновения неандертальцев пещеры Гибралтара продолжили использовать представители вида Homo sapiens. Также в пещере Горэма обнаружены каменные орудия, древние очаги и кости животных, датируемые от 40 000 до 50 000 лет назад.
В пещерах Гибралтара во множестве находят черепки эпохи неолита, в основном относящиеся к альмерийской культуре. Свидетельств присутствия человека в бронзовом веке мало, поскольку люди к этому времени перестали селиться в пещерах.
У образца I10941/120 (1900—1400 лет до н. э., Gibraltar_EBA) из раннего бронзового века Гибралтара из пещеры Брея определили Y-хромосомную гаплогруппу R1b-P312 и митохондриальную гаплогруппу T2e1.

## Древнее время

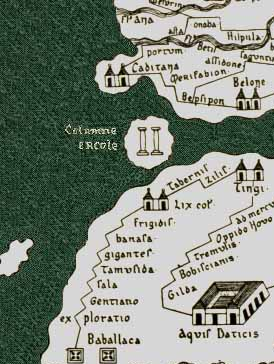
Геркулесовы столбы, ошибочно изображённые в виде острова на старой римской карте

В древние времена Гибралтар имел для жителей Средиземноморья религиозное и символическое значение. Финикийцы пребывали в этих местах несколько веков, по-видимому, используя в качестве святилища в честь морских богов пещеру Горэма. Для тех же целей Гибралтар использовался карфагенянами и римлянами. Раскопки в пещере показали, что в качестве жертв богам оставлялись посуда, украшения и египетские символы скарабея.
Гибралтарская скала считалась греками и римлянами одним из двух Геркулесовых столбов, созданных полубогом Гераклом (Геркулесом) во время Десятого подвига — похищения коров Гериона. Согласно греческому путешественнику из Фокеи, побывавшему на Гибралтарском полуострове в VI веке до н. э., на скале располагался алтарь, посвящённый Геркулесу, где путешественники приносили жертвы. Спустя века испанцы запечатлели Геркулесовы столбы в виде геральдического символа: двух колонн, обёрнутых свитком. Позднее этот символ превратился в знак доллара ().
Древним римлянам Гибралтар был известен под названием «Mons Calpe», которое, вероятно, происходит от финикийского слова «кальф» — «пустой», по одной из версий указывающее на множество пещер в Гибралтарской скале. Гибралтар хорошо известен древним географам, однако следов постоянного поселения античных времён в этом месте не обнаружено. Согласно древнеримскому автору Авиену, древнегреческий путешественник Евктемон сообщал, что заросшая лесами местность морякам казалась негостеприимной и после принесения жертв Гераклу они спешили покинуть это место.
С практической точки зрения Гибралтар имел несколько недостатков, препятствующих организации поселения на его территории: нехватка пресной воды, дефицит плодородных почв и отсутствие пригодного для стоянки судов места. Авиен указывает на мелководье и илистый берег в качестве причины не располагать здесь поселение. Географическое положение Гибралтара, ставшее стратегически важным впоследствии, в античные века не имело значения, поскольку борьбы за контроль над входом в Средиземное море не велось.
По указанным выше причинам древнее поселение возникло в месте, известном сейчас как Кампо-де-Гибралтар. Примерно в 950 году до н. э. финикийцы основали здесь город Картея (поблизости от современного испанского города Сан-Роке), выбрав территорию прежде занимаемую местным племенем турдетанов. Карфагеняне получили контроль над городом в 228 году до н. э., а в 206 году до н. э. его захватили римляне. При Помпее он стал западной базой в войне 67 года до н. э. против пиратов Средиземноморья. Картея пришла в запустение после разорения вандалами в 409 году н. э. во время захвата Испании и похода в Африку. Впоследствии регион попал под власть вестготов.

## Под властью мусульман (711—1309, 1333—1462)

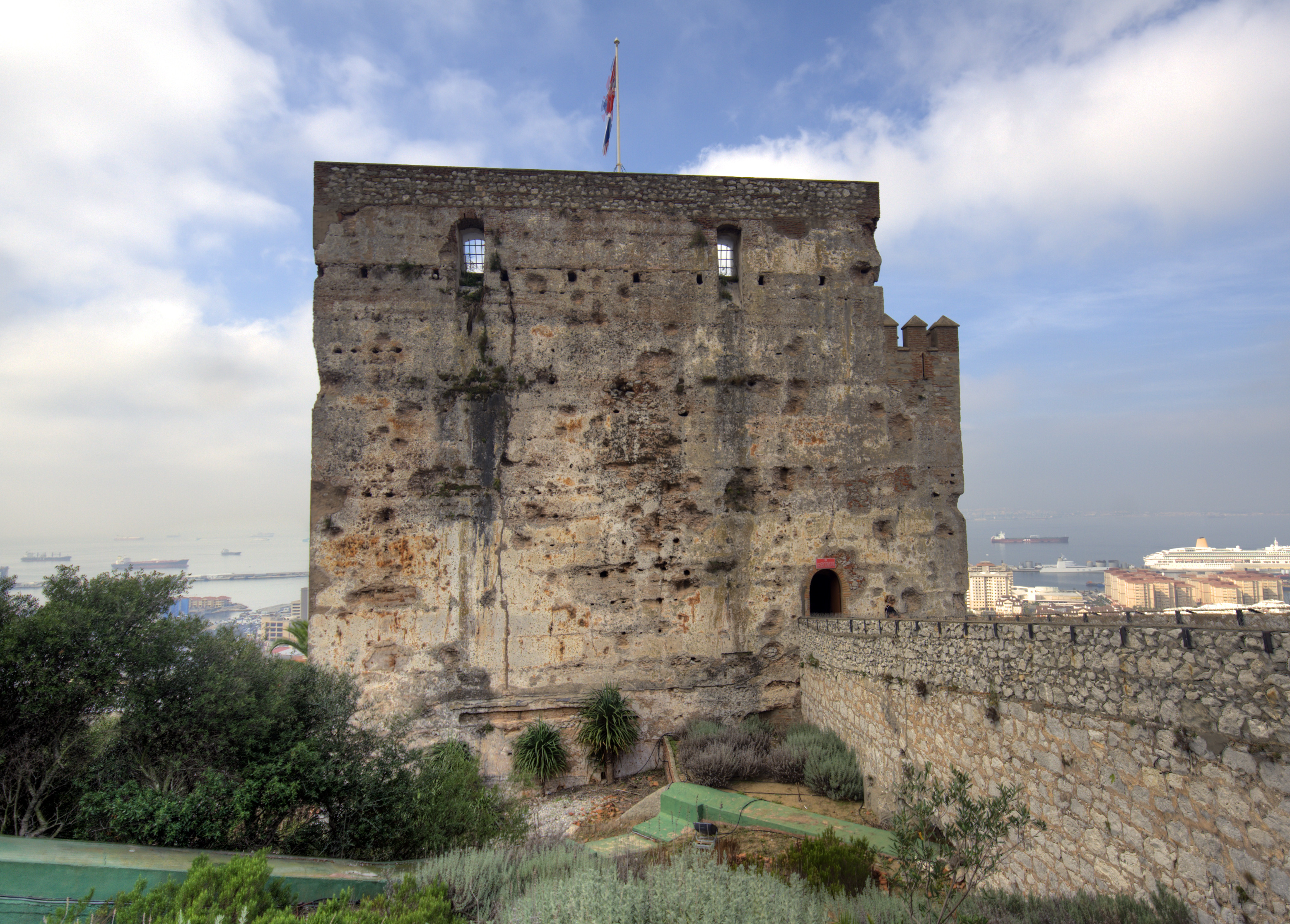
Башня XIV века — наиболее крупная из сохранившихся часть мавританского замка

К 681 году армии Омейядского халифата захватили Северную Африку, распространяя ислам среди местного населения. Североафриканские берберы, которых христиане Европы называли маврами, также приняли ислам. Гибралтарский пролив стал рубежом, разделявшим мусульманский север Африки и христианскую Испанию, и приобрёл стратегическое значение. В Испании в VIII веке разразилась междоусобная война между различными группировками вестготов, и этим воспользовались мавры, которые вторглись в Испанию и, пользуясь принципом «Разделяй и властвуй», начали её покорение.
После набега в 710 году берберская армия под командованием Тарика ибн Зияда в апреле 711 года высадилась в окрестностях Гибралтара. Королевство вестготов было завоёвано, а Гибралтар получил новое название — Джебе́ль Та́рик (араб. جبل طارق‎), «гора Тарика», что впоследствии преобразилось в слово «Гибралтар».
Первые укрепления на Гибралтаре появились в 1160 году. Альмохадский султан Абд аль-Мумин выстроил укреплённый город для защиты от христианских королей Арагона и Кастилии. Гибралтарская гора была снова переименована — в Джебель аль-Фатх (араб. جبل الفتح‎), «гору Победы». Город получил название Мединат аль-Фатх (араб. مدينة الفتح‎), «город Победы». Сведения об этом поселении крайне скудные, так как археологических следов от него осталось мало.
В конце XIII — начале XIV веков Кастилия сражалась с маринидами и насридами за контроль над Гибралтарским проливом. Этот конфликт стал ключевым в истории освобождения Испании. Документальных свидетельств о Гибралтаре, относящихся к этому периоду, не сохранилось, однако необходимость иметь защищённый порт на европейской стороне, позволяет утверждать, что на полуострове оставалось небольшое укреплённое поселение с числом защитников не более 1000 человек.
Полуостров и город на нём не подвергались нападениям до 1309 года. Первую осаду Гибралтара инициировали объединённые силы короля Кастилии Фердинанда IV и короля Арагона Хайме II. Их целью был Гранадский эмират. Осада началась в июле 1309 года. К этому времени в городе находилось около 1200 человек, имелся замок и зачаточные укрепления. После месяца обороны город сдался. Фердинанд IV изгнал мавров и переселил в город христиан. Были построены цитадель и верфь. Король также наделил жителей города привилегиями, чтобы стимулировать переселение.

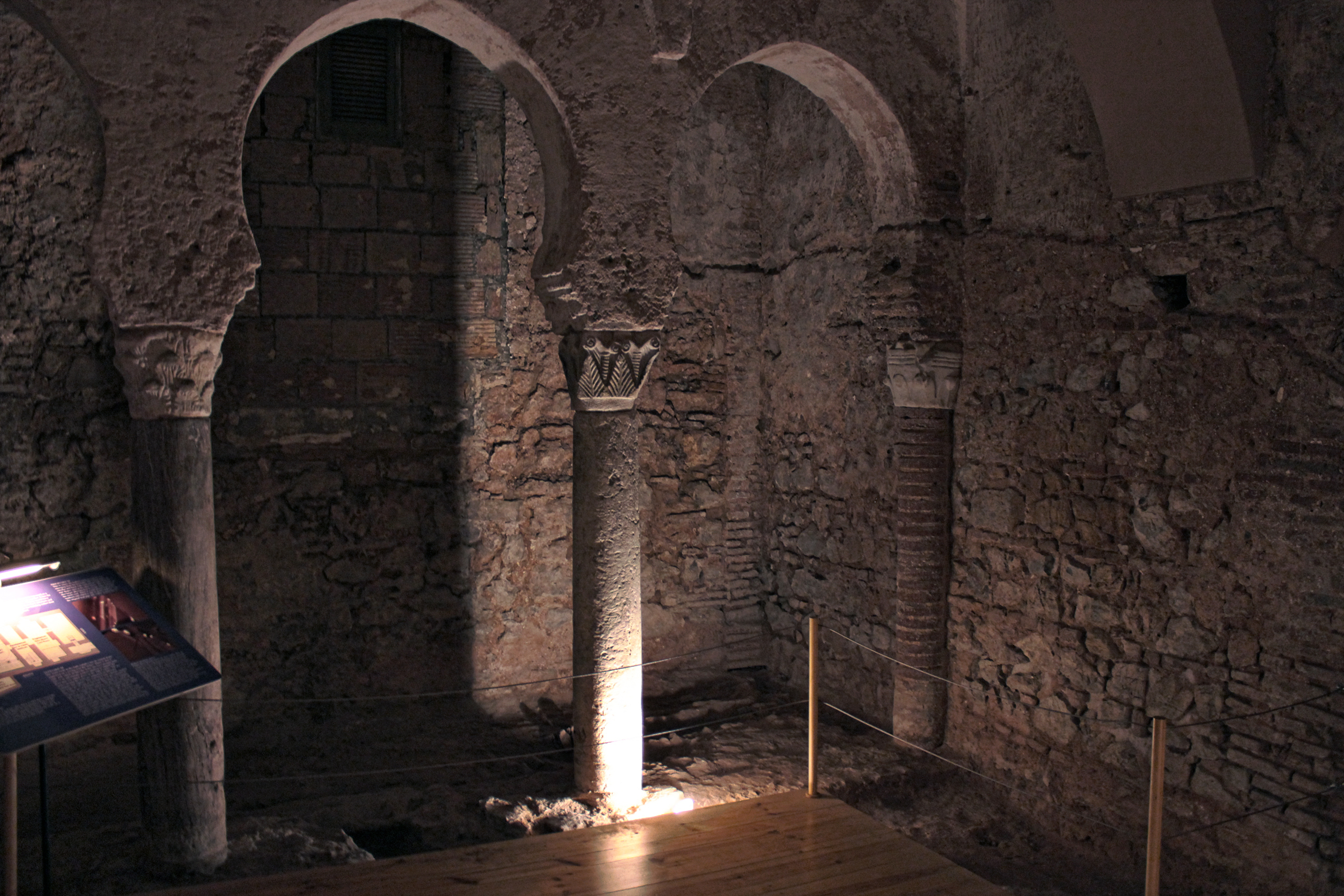
Мавританские бани в Гибралтаре (в настоящее время — часть Гибралтарского музея)

В 1315 году насриды предприняли попытку отбить город, но под угрозой кастильских сил отступили. 18 лет спустя султан Гранады Мухаммад IV ибн Исмаил и султан Феса Абу-л-Хасан Али ибн Усман совместно организовали третью осаду Гибралтара, приведя к городу огромную армию и мощный флот. На этот раз король Кастилии Альфонсо XI за несколько месяцев не смог собрать армию для помощи осаждённым, в многом из-за угрозы восстаний в собственном королевстве. В конце концов, помощь пришла в июле 1333 года, но голодавшие гибралтарцы уже сдали город маврам. Кастильцы начали Четвёртую осаду Гибралтара, но сломить оборону противника не смогли, сведя ситуацию к патовой. В результате стороны согласились заключить четырёхлетнее перемирие.
Абу-л-Хасан, ожидая новой войны, укрепил Гибралтар, построив вокруг него стену. Боевые действия возобновились в 1339 году. В октябре 1340 года мавры потерпели поражение в Битве на реке Саладо и были вынуждены отступить в Африку. После двухлетней осады Кастилия заняла Альхесирас, но Гибралтар остался во власти мавров. Альфонсо XI осадил город только в 1349 году, но эпидемия чумы 1350 года уничтожила армию и убила его самого.
Мавры оставались в Гибралтаре до 1462 года, власть над городом была предметом споров между насридами и маринидами. В 1374 году мариниды передали Гибралтар насридам в качестве уплаты долга за военную поддержку в подавлении восстаний в Марокко. В 1410 году гарнизон восстал против насридов, но лишь для того, чтобы в следующем году потерпеть поражение от гранадской армии после короткой осады. В последующие годы город использовался в качестве базы для набегов на христианские земли, что привело к ответной осаде Гибралтара в 1436 году войсками Энрике Переса де Гусмана, 2-го графа Ньебла. Итогом осады стало полный разгром испанской армии и гибель самого графа при попытке спастись морем. Его тело было найдено маврами, обезглавлено и вывешено на городской стене на следующие 22 года.
Конец мавританскому владычеству пришёл в августе 1462 года, когда небольшой отряд кастильцев под командованием Алонсо де Аркоса, губернатора Тарифы, организовал внезапную атаку на город. Старшие военачальники гарнизона и часть жителей города в этот момент находились в отъезде, выплачивая дань султану Гранады. Понеся большие потери от атаки испанцев, гарнизон Гибралтара сдался Хуану Алонсо де Гусману, 1-му герцогу Медина-Сидония. Городом вновь завладели христиане.

## Кастильское и испанское правление (1462—1704)

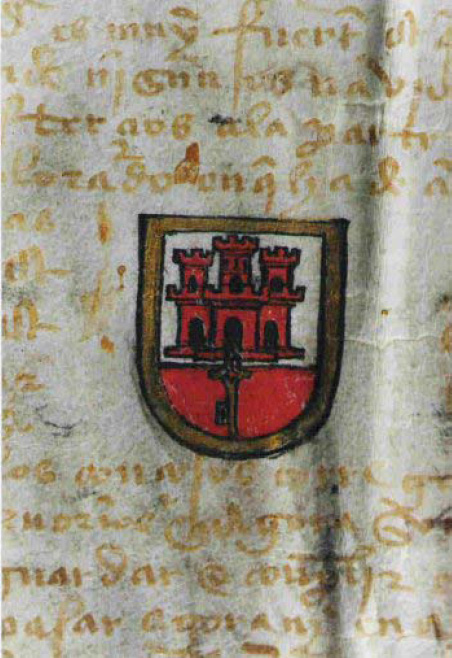
Герб Гибралтара, дарованный городу Изабеллой I

Вскоре после возвращения Гибралтара кастильский король Энрике IV объявил город собственностью короны и восстановил особые привилегии, которыми город обладал в предыдущий христианский период. В 1465 году в результате мятежа кастильских грандов Энрике IV был объявлен низложенным, а королём провозгласили его младшего брата Альфонсо. К Альфонсо также перешла во владение Медина-Сидония и Гибралтар. Однако губернатор города отказался признавать власть нового короля, и Медина-Сидония начала осаду, которая продлилась с апреля 1466 по июль 1467 года. Через год после взятия города прежний губернатор умер, но вернувший в 1469 году власть Энрике IV назначил новым губернатором его сына. В 1474 году новый герцог Медина-Сидония продал Гибралтар группе еврейских конверсо из Кордовы и Севильи, возглавляемой Педро де Эррера, с условием содержать гарнизон в течение двух лет. По истечении этого срока герцог изгнал 4350 конверсо из города. В 1478 году статус города был повышен королевой Кастилии Изабеллой I, сделавшей его маркизатом.
2 января 1492 года, после пяти лет войны, мавританский эмират в Испании прекратил существование. В марте из Гибралтара, как и изо всей Испании, были изгнаны евреи. Медина-Сидония воспользовалась Гибралтаром в качестве базы для вторжения в Северную Африку и захвата Мелильи в 1497 году. Два года спустя оставшимся в Гранаде маврам было приказано принять христианство или покинуть Испанию. Большинство предпочло переехать в Северную Африку, при этом перевалочным пунктом для многих стал Гибралтар.
В 1501 году Гибралтар снова становится собственностью короны по приказу Изабеллы I, а в 1502 году получает новый герб, сохранившийся до настоящего времени. Королева, наделяя город гербом, подчеркнула важность Гибралтара, назвав его ключом к королевствам восточных и западных морей. Метафора нашла отражение в гербе, на котором изображён золотой ключ. Одновременно над городом навсегда закреплялась власть королевства Кастилии.
До XVI века под «Гибралтаром» подразумевался не только сам полуостров, но и вся прилегающая к нему территория, включая нынешнее месторасположение городов Ла-Линеа-де-ла-Консепсьон, Сан-Роке, Лос-Барриос и Альхесирас. С востока Гибралтар ограничивала река Гуадиаро, а северная граница проходила поблизости от городов Кастельяр-де-ла-Фронтера, Химена-де-ла-Фронтера, Алькала-де-лос-Гасулес, Медина-Сидония и Тарифа. В XVI веке слово начинает приобретать своё современное значение, обозначая город и полуостров, на котором он находится.
При испанском правлении город пришёл в упадок. Конец господства мусульман и захват христианами южных портов заметно снизили стратегическое значение Гибралтара. Некоторый доход шёл от ловли тунца и виноделия, но военное значение стало ограниченным. Статус главного испанского порта в регионе также перешёл к Марбелье.
Негостеприимные земли Гибралтара сделали его неудобным для проживания местом. Чтобы повысить численность населения королевство Гранада предлагало осуждённым отбывать наказание в гарнизоне Гибралтара вместо тюрьмы. Но несмотря на сравнительную непривлекательность, Хуан Альфонсо Перес де Гусман, 3-й герцог Медина-Сидония, стремился получить контроль над городом. В сентябре 1506 года, после смерти Изабеллы I, он начал осаду города, надеясь на быструю победу за счёт превосходства в силе. Однако через четыре месяца, так и не добившись своего, герцог отступил, а город получил от испанского короля звание «Самого лояльного».

### Нападения берберских пиратов

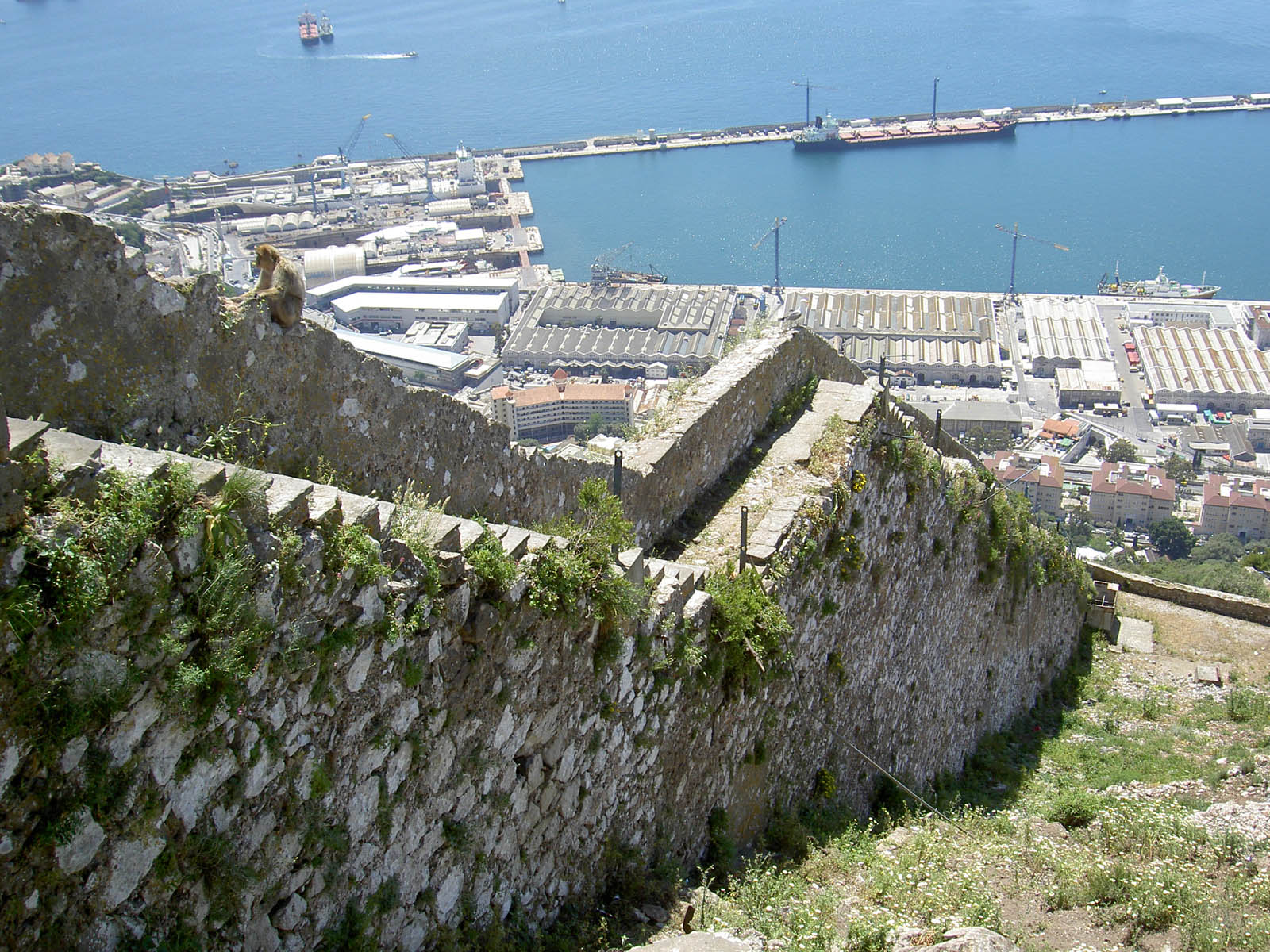
Стена Карла V, построенная испанцами для защиты Гибралтара с юга

Несмотря на сохранявшуюся внешнюю угрозу испанцы не уделяли Гибралтару достаточного внимания, и фортификационные сооружения города пришли в упадок. Этим воспользовались берберские пираты из Северной Африки, которые напали на город в сентябре 1540 года. Сотни гибралтарцев были взяты в заложники или обращены в рабство. Подвергся разграблению Храм Богоматери. Захваченные пиратами люди впоследствии были освобождены испанским флотом под командованием Бернардино де Мендоса, атаковавшим пиратские корабли на их обратном пути в Гибралтар с выкупленными заложниками. Запоздалым ответом испанской короны стало строительство стены, прикрывшей южный край скалы. Спроектировал её итальянский инженер Джованни Батиста Кальви.
Из-за берберских пиратов воды возле Гибралтара оставались опасными ещё несколько десятилетий. Небольшая флотилия испанских галер, базировавшаяся в городском порту, оказалась неэффективной, и многие жители Гибралтара захватывались пиратами и продавались в рабство. В 1606 году проблема стала наиболее острой: из Испании изгнали все 600 000 проживавших в ней морисков — мавров, принявших христианство. Мориски переселились в Северную Африку, где стали пиратами — либо в качестве рабов-христиан, либо матросами, вновь приняв ислам. Пиратские рейды стали интенсивнее, а атаки распространились вплоть до Корнуолла.

### Войны с европейскими державами

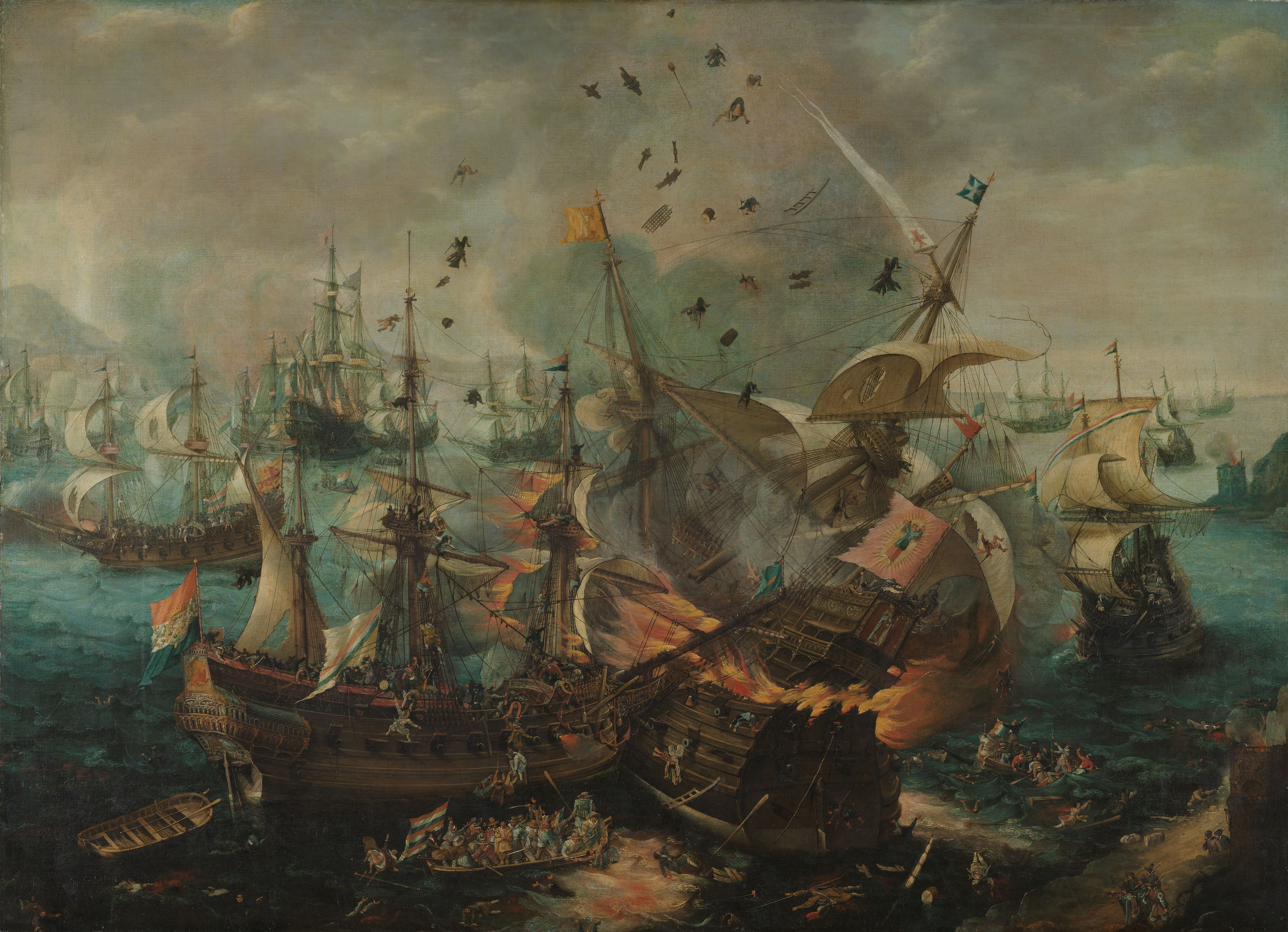
«Взрыв испанского флагмана в битве при Гибралтаре» — картина Корнелиса Класа ван Виринген (ок. 1621)

Вскоре к угрозе со стороны берберских пиратов прибавились нападения флотов других европейских стран. 5 мая 1607 года, во время Восьмидесятилетней войны, голландский флот под командованием адмирала Якоба ван Хемскерка застал врасплох испанский флот, стоявший на якоре в Гибралтарском заливе. Голландцы нанесли испанцам сокрушительное поражение, не потеряв ни одного корабля и понеся незначительные потери среди моряков, в то время как все испанские корабли оказались потоплены, а людские потери составили 3000 человек. В 1609 году испанцы и голландцы заключили перемирие, которое окончилось в 1621 году, когда объединённый флот Голландии и Дании появился в Гибралтарском проливе и начал угрожать испанским морским коммуникациям. На этот раз Испания действовала успешнее, захватив или потопив несколько вражеских кораблей и вынудив оставшиеся отступить.
Англичане впервые обозначили своё присутствие у Гибралтара в 1620 году. Испания позволила Англии использовать гибралтарский порт в качестве морской базы для действий против берберских пиратов, совершавших набеги на Британию и Ирландию. Английский парламент пытался вынудить короля Якова I объявить Испании войну, но монарх выдержал давление и вернул флот обратно в Англию. Но когда в 1625 году на трон взошёл Карл I, к берегам Испании отправился новый флот с приказом захватить или ограбить какой-нибудь прибрежный город. Гибралтар рассматривался в качестве одной из целей, так как был небольшим, имел хорошие возможности для гарнизона и снабжения, и занимал выгодную стратегическую позицию. Однако англичане предпочли ему Кадис, посчитав разграбление более выгодным и быстро приносящим прибыль предприятием. В результате англичане потерпели фиаско: когда высадившийся десант добрался до винных погребов, началось массовое пьянство, и флот ушёл в Англию не добившись реального успеха.
Присутствие в Гибралтарском проливе вражеских кораблей потребовало от испанского короля Филиппа IV усиления гибралтарских укреплений. Были построены новые мол и артиллерийские батареи, однако последние оказались малополезны из-за отсутствия артиллеристов. Город в это время являл собой пример антисанитарии и перенаселения, что, видимо, стало причиной разразившейся в 1649 году эпидемия, по всей вероятности, чумы, хотя по другим данным это мог быть брюшной тиф. В результате умерла четверть населения города. В 1651—52 и 1654—55 году в Гибралтаре вновь появлялся английский флот, на этот раз выступавший в союзе с Испанией против Франции и Голландии, осуществлявших перевозки через Гибралтарский пролив.
В 1654 году Оливер Кромвель решил выступить против Испании, несмотря на то, что это государство первым признало Английское содружество. Первым шагом должен был стать захват острова Эспаньола (современное название — Гаити), чтобы начать с него дальнейшую экспансию в Вест-Индии. Для этой цели снарядили две эскадры: одна направилась к американским берегам, вторая — на Средиземноморье под видом противодействия берберским пиратам. Эскадра в Вест-Индии не смогла захватить Эспаньолу, а вместо этого в мае 1655 года взяла Ямайку. Средиземноморская эскадра выдвинулась к Кадису, безуспешно пытаясь перехватить испанские корабли с сокровищами. С приходом зимы обе эскадры вернулись в Англию. Несмотря на агрессию, Испания тянула с объявлением войны Англии до февраля 1656 года. Вскоре после этого флот из 49 кораблей с 10 000 моряков и солдат прошёл через пролив и провёл разведку Гибралтара и окрестностей. Из-за нехватки наземных сил других действий предпринято не было. Тем не менее Кромвель проявил интерес к захвату Гибралтара как для защиты торговых путей, так и для создания давления на испанцев. В 1693 году, во время Войны Аугсбургской лиги, в которой Испания и Англия выступали союзниками, в Гибралтаре нашли убежище остатки англо-голландской эскадры под командованием адмирала Джорджа Рука после проигранной французам битвы при Лагуше. Одиннадцать лет спустя Рук вернулся в Гибралтар, чтобы его захватить.

### Война за испанское наследство

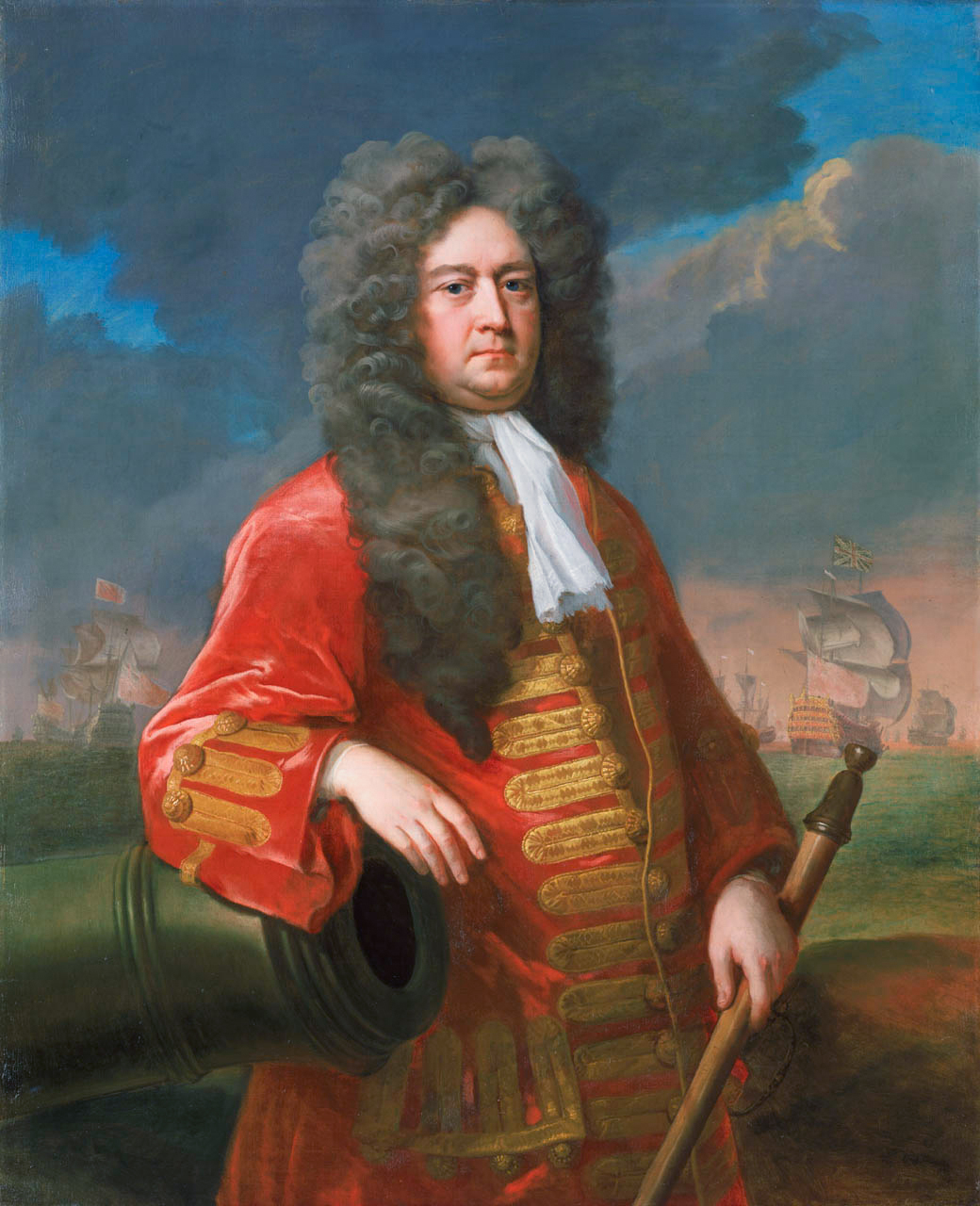
Сэр Джордж Рук, командующий объединённым англо-голландским флотом, захватившим Гибралтар

В ноябре 1700 года король Испании Карл II умер бездетным. Спор о том, кто должен был наследовать испанские владения: Филипп, герцог Анжуйский, принадлежавший к династии Бурбонов, или Карл, эрцгерцог Австрийский, принадлежавший к династии Габсбургов — вскоре превратился в крупный европейский военный конфликт. Король Франции Людовик XIV поддержал Филиппа; Англия, Нидерланды, Австрия, Португалия, Савойя и некоторые немецкие государства выступили на стороне Карла, опасаясь резкого усиления Франции в Европе и обеих Америках. В соответствии с завещанием Карла II, герцог Анжуйский был провозглашён королём Испании Филиппом V. Он немедленно заключил союз с Францией. В феврале 1701 года французские войска прибыли в Испанские Нидерланды и изгнали голландцев из пограничных городов. В мае 1702 года английская королева Анна объявила войну Франции.
Испания вступила противостояние с союзом Англии, Голландии и Австрии. Военные действия велись как на суше, так и на море. Основные сухопутные сражения развернулись на территории Нижних земель, где союзные войска возглавлял Джон Черчилль, 1-й герцог Мальборо. Морская кампания проводилась под командованием Джорджа Рука, который преследовал французские и испанские корабли в Атлантике. В 1703 году лорд Мальборо разработал план, согласно которому сухопутная армия атаковала французов и их баварских союзников в бассейне Дуная, а флот одновременно предпринимал ряд диверсионных рейдов в Средиземноморье. Рук получил приказ напасть на французские и испанские прибрежные города, при этом выбор конкретных целей оставался за адмиралом.
Когда Рук прибыл в Средиземное море, он наметил несколько целей. Попытка поднять восстание Барселоны против Филиппа V провалилась, от нападения на французскую военно-морскую базу в Тулоне было решено отказаться. Выбирая альтернативную цель, Рук остановился на Гибралтаре, имея для этого три принципиальные причины: город был плохо защищён, занимал важное стратегическое положение, его взятие могло мотивировать жителей юга Испании на сопротивление Филиппу V.
Атака на город началась 1 августа 1704 года. Эскадра под командованием Рука действовала совместно с английским и голландским морским десантом под командованием Георга Людвига Гессен-Дармштадтского и капитана 80-пушечного линейного корабля «Дорсетшир» Эдварда Уитакера. После массированной бомбардировки 2 августа, морской десант взял город в клещи с севера по перешейку и с юга от мыса Европа. Защитники Гибралтара имели значительные запасы продовольствия и боеприпасов, но заметно уступали в количестве живой силы и артиллерии. Положение испанцев было безнадёжным, и 4 августа губернатор Диего де Салинас согласился на сдачу города.
По условиям капитуляции прямо указывалось, что город взят в пользу Карла III, короля Испании, названного «законным господином и королём». Жителям и гарнизону города были обещаны свобода совести и сохранение привилегий, если они решат остаться в Гибралтаре, при условии принесения клятвы верности Карлу в качестве короля Испании. Однако, как и двумя годами ранее во время захвата Кадиса, дисциплина наземных сил вскоре пришла в упадок. Были зафиксированы случаи насилия, все католические храмы, за исключением церкви Святой Марии Коронованной, оказались осквернены или превращены в военные склады, а религиозные символы повреждены или уничтожены. Возмущённые испанцы учинили над захватчиками кровавую расправу. Английские и голландские солдаты были убиты, а их тела сброшены в колодцы и выгребные ямы.
Когда испанский гарнизон 7 августа покинул город, из него выехали почти все жители, около 4000 человек. Рассчитывая, что изгнание долго не продлится, поскольку территория часто переходила из рук в руки, они поселились в окрестностях Гибралтара: на развалинах Альхесираса или возле церкви Святой Марии Коронованной. С собой горожане забрали городские записи, включая флаг Гибралтара и королевскую грамоту. Поселение вокруг церкви со временем превратилось в город Сан-Роке. После ухода испанцев в Гибралтаре осталось около 70 придерживавшихся нейтралитета генуэзцев.
Власть Великого альянса над Гибралтаром оказалась под угрозой, когда 24 августа в пролив вошёл французский флот. В последовавшем сражении при Малаге обе стороны понесли тяжёлые потери среди моряков, но сохранили все корабли, в результате чего каждая сторона заявила о своей победе. Французы ретировались в Тулон, не решившись штурмовать Гибралтар. В начале сентября к городу подтянулась испано-французская армия и 9 октября началась двенадцатая осада Гибралтара. Около 7000 французских и испанских солдат, поддержанные беженцами из Гибралтара, выступили против 2000 защитников города, в рядах которых были английские и голландские моряки и испанцы, лояльные Карлу.
На помощь защитникам города в конце октября пришла эскадра под командованием адмирала Джона Лика. Ещё 2200 английских и голландских солдат прибыли по морю вместе с продовольствием и боеприпасами в декабре 1704 года. Болезни и дезертирство подрывали боевой дух французов и испанцев, и чтобы исправить положение Луи XIV в феврале 1705 года поставил во главе армии маршала де Тессе. Он повёл войска на штурм, но городу удалось отбиться, и 31 марта осада была снята из-за «необходимости дополнительного планирования».
Во время Войны за испанское наследство Гибралтар управлялся британским комендантом от имени Карла III. Комендантом был генерал-майор Джон Шримптон, которого, по совету королевы Анны, Карл назначил в 1705 году гибралтарским губернатором. По настоянию султана Марокко, королева впоследствии объявила Гибралтар порто-франко, хотя формально и не имела на это права. В 1707 году Шримптона на посту губернатора сменил полковник Роджер Эллиотт, который, в свою очередь, в 1711 году уступил место бригадиру Томасу Стенуиксу. Последнее назначение состоялось по прямому указанию из Лондона, без участия Карла. Стенуикс получил приказ изгнать из города все иностранные войска и обеспечить исключительно британское управление. Стенуикс не смог в полной мере выполнить задание: голландцы, которые не были признаны «иностранцами», остались в городе.
В 1713 году Война за испанское наследство закончилась, её итоги были закреплены в серии договоров и соглашений. По Утрехтскому мирному договору, подписанному 13 июля 1713 года и включившему в себя несколько дополнительных производных договоров и соглашений, Филипп V признавался королём Испании в обмен на гарантии, что Испания и Франция не объединятся под одной короной. Также стороны обменялись территориями: Филип V сохранял заморские территории Испании, но отказывался от Южных Нидерландов, Неаполя, Милана и Сардинии в пользу Австрии; Сицилии и части миланских земель — в пользу Савойя; от Гибралтара и Менорки — в пользу Великобритании. Помимо этого Великобритания получала эксклюзивное право на торговлю рабами с неиспанским населением в Испанской Америке сроком на 30 лет (так называемое «асьенто»). Касательно Гибралтара (статья X), договор устанавливал, что город, крепость и порт (но не материковые территории) передаются Британии «навеки, без исключений и препятствий». Также договор указывал, что если Британия пожелает отказаться от Гибралтара, он должен быть предложен в первую очередь Испании.

## Британское правление (1713 — настоящее время)

### Усиление и осады
Несмотря на то, что впоследствии Гибралтар приобрёл большое значение для Британии, в первые годы он рассматривался правительством в Лондоне как предмет торга, нежели стратегическое приобретение. Оборонительные укрепления города продолжали разрушаться, а содержание гарнизона считалось бесполезной тратой денег. При этом Испания оказывала давление на британские перевозки в заморские территории. Между 1713 и 1728 годами британское правительство семь раз предлагало обменять Гибралтар на испанские концессии, однако каждый раз это сопровождалось общественными протестами и парламент накладывал вето.
Потеря Испанией Гибралтара и других средиземноморских владений возмущало как испанскую общественность, так и монарха. В 1717 году испанские войска возвратили Сардинию, а в 1718 — Сицилию (обе территории по Утрехтскому мирному договору принадлежали Австрии). Нарушение договора со стороны Испании сначала подтолкнуло Британию предложить вернуть Гибралтар в обмен на новый мирный договор, а после отказа — объявить Испании войну.
После этого испанские приобретения быстро вернулись к предыдущим хозяевам, а поход испанцев в Шотландию в 1719 году с целью поддержки якобитов оказался неудачным. Новый мирный договор был подписан в Гааге в 1720 году.
В январе 1727 года Испания объявила ничтожным положение Утрехтского договора, касавшееся Гибралтара, на том основании, что Британия нарушила его, расширив укрепления города за установленные пределы, позволив селиться в городе иудеям и маврам, не защищая католиков и причинив ущерб Испании бездействием в отношении контрабандистов. Через месяц испанские войска осадили город и подвергли его бомбардировке, нанеся серьёзный урон. Защитники города выдержали натиск и получили подкрепление и пополнение запасов благодаря британскому флоту. В конце июня плохая погода и проблемы со снабжением вынудили испанцев снять осаду.

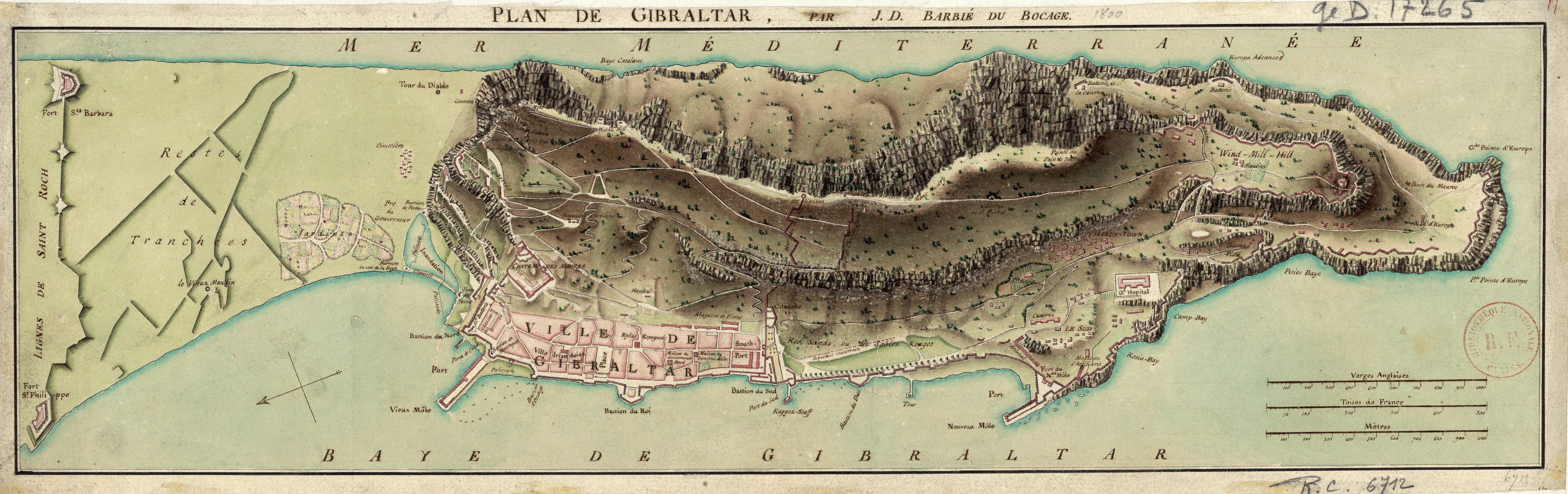
Карта Гибралтара с укреплениями (1799)

Британское владение Гибралтаром было повторно подтверждено в 1729 году Севильским договором, который не удовлетворял ни одну из сторон: Испания желала вернуть город, а Британия не приемлела оставшиеся в силе ограничения согласно Утрехтскому договору. Испанским ответом стало строительство в следующем году укреплений вдоль северной границы полуострова, что отрезало Гибралтар от материка. Эта контрвалационная линия, среди британцев получившая название «Испанские линии», позднее дала название городу Ла-Линеа-де-ла-Консепсьон. Была осуществлена полная сухопутная блокада, но город продолжал получать продовольствие и другие необходимые товары из Марокко.
Численность гражданского населения Гибралтара в течение века стабильно увеличивалась, этнический состав представлял собой смесь британцев, генуэзцев, евреев, испанцев и португальцев. К 1754 году в городе насчитывалось 1733 жителя помимо 3000 солдат гарнизона и 1426 членов их семей, что в сумме составляло 6159 человек. К 1777 году гражданских было уже 3201, в том числе 519 британцев, 1819 католиков (включавших испанцев, португальцев, генуэзцев и т. д.) и 863 иудея. Каждая группа занимала определённую нишу в сообществе. Испанский историк Лопез де Алайя в 1782 году характеризовал это разделение следующим образом: англичане держали крупные торговые дома; иудеи — мелкие лавки; генуэзцы были рыбаками, торговцами и крестьянами.
Для солдат гарнизона жизнь в Гибралтаре была утомительной и тяжёлой. За малейшие нарушения полагались телесные наказания. Самоубийства и дезертирство стали обычным явлением из-за скуки, нехватки продовольствия и плохих условий жизни. На Батарее Среднего холма был установлен пост, следивший, чтобы солдаты не сбегали, спускаясь со скалы по верёвке.

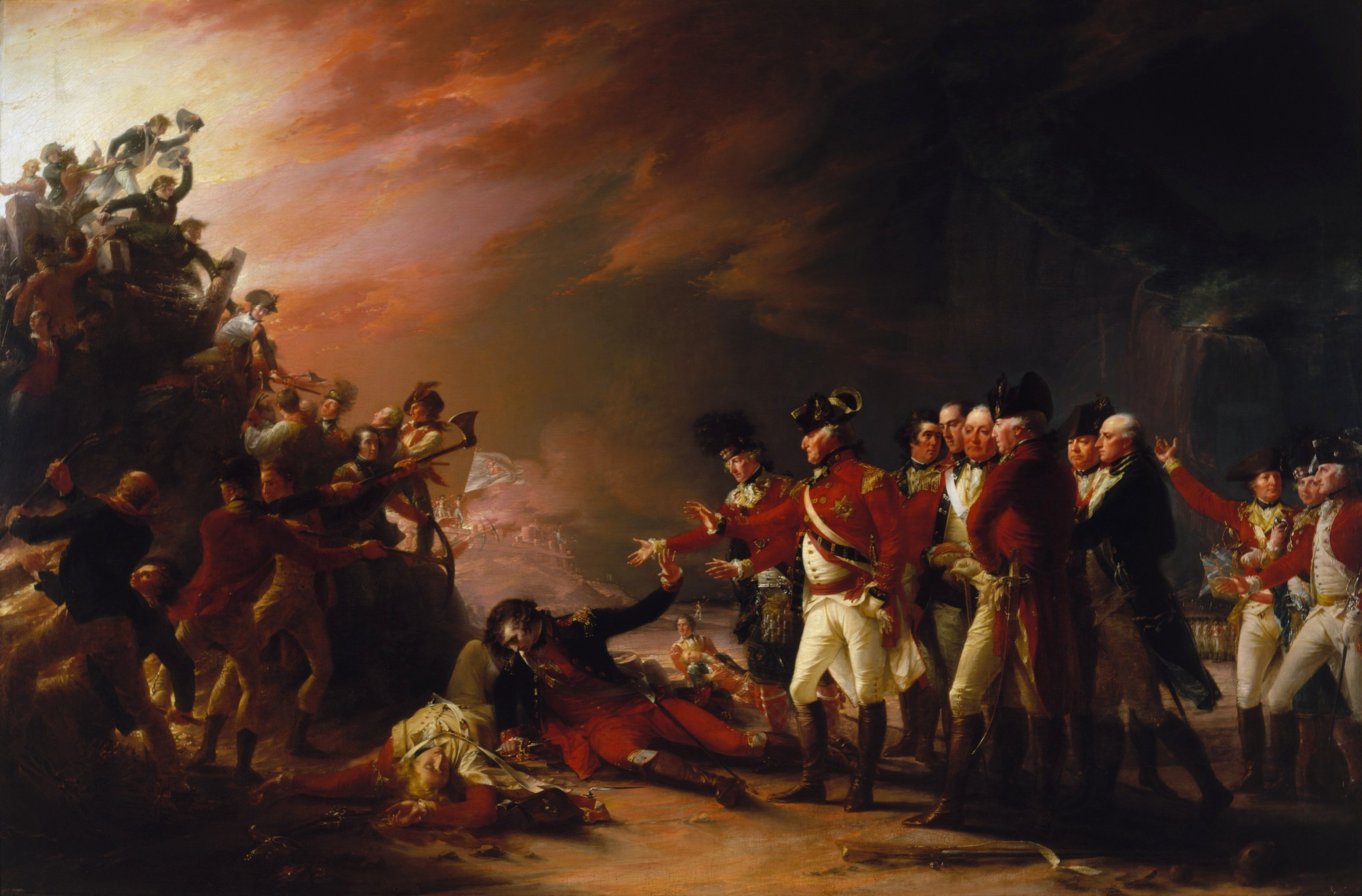
The Sortie made by the Garrison of Gibraltar in the Morning of the 27 of November 1781. Картина Джона Трамбулла, запечатлевшая британскую атаку во время Большой осады Гибралтара

В 1770-х годах укрепления Гибралтара были модернизированы и усилены. Появились новые батареи, бастионы и куртины. Движущей силой этих преобразований стал полковник (позднее генерал-майор) Уильям Грин, который впоследствии сыграл ключевую роль как главный инженер Гибралтара. К нему в 1776 году присоединился генерал-лейтенант Джордж Аугустус Элиотт, ветеран войн с Францией и Испанией, занявший пост губернатора Гибралтара в критический момент.
Успех Британии в Семилетней войне обошёлся дорого и подстегнул образование в Европе антибританской коалиции. Чтобы компенсировать издержки, британское правительство попыталось ввести налоги в колониях Северной Америки, но в результате в 1776 году разразилась Война за независимость США. Франция заключила союз с американцами, Англия объявила войну Франции, а Испания — Англии.
24 июня 1779 года началась Большая осада Гибралтара, продлившаяся до 7 февраля 1783 года и ставшая самой долгой, которую выдерживали британцы, за всю историю города. Объединённый флот Франции и Испании блокировал Гибралтар с моря, а на суше огромная армия приступила к возведению фортов, редутов, траншей и артиллерийских батарей. Испания направила против Гибралтара большое число войск и кораблей, отложив запланированное вторжение в Англию своей Армады. Первое ослабление осады случилось весной 1780 года, когда адмирал Джордж Брайджес Родни захватил испанский конвой у мыса Финистерре и нанёс поражение испанскому флоту в битве у мыса Сент-Винсент, доставив в город 1052 человека подкрепления и большие запасы снаряжения и продовольствия.
Британцы продолжали отбивать все атаки на Гибралтар, но городские запасы вновь стали истощаться. 12 апреля 1781 года эскадра вице-адмирала Джорджа Дарби из 29 линейных и 100 грузовых кораблей, прибывших из Англии, вошли в бухту. Испанцы не смогли их перехватить. Раздражённые неудачей, они начали беспорядочный обстрел города, вызвав панику среди гражданского населения. Преднамеренный обстрел гражданского населения стал беспрецедентным для своего времени. Этой тактики осаждающие придерживались следующие два года, нанеся невосполнимый урон городской архитектуре испанского периода. Не сумев вызвать голод в гарнизоне Гибралтара, французы и испанцы продолжали попытки штурма с моря и суши. Ночью накануне генерального штурма британские солдаты совершили вылазку, выбив осаждающих из траншей и задержав готовившийся штурм на некоторое время.
13 сентября 1782 года союзники Бурбонов начали генеральный штурм. В атаку пошли 5190 французских и испанских бойцов на десяти новейших плавучих батареях, вооружённых 138 тяжёлыми орудиями, вместе с 18 линейными кораблями, 40 испанскими канонерками и 20 бомбардирскими кораблями. Суммарное число нападавших достигло 30 000 моряков и морских пехотинцев. С суши их поддерживали 86 орудий и 35 000 солдат (7000—8000 из них — французских), готовых ринуться в бой, как только укрепления будут разрушены. Орудия плавучих батарей открыли огонь с моря, к ним присоединились орудия на суше. Стрельба велась по укреплениям, ей предшествовали несколько недель пристрелочного огня. Но гарнизон ответил зажигательными выстрелами, потопив плавучие батареи и атакующие корабли. Британцам удалось уничтожить три батареи, которые взорвались из-за начавшихся пожаров. Остальные затопили сами испанцы, чтобы оружие не досталось противнику. Потери в живой силе составили 719 человек.
Британское Адмиралтейство готовило план отправить в Гибралтар крупный конвой, намереваясь выставить большие, но медленные корабли вместо маленьких и быстрых. В сентябре 1782 года флот вышел из Спитхеда под командованием Ричарда Хау и 9 октября прибыл к мысу Сент-Винсент. Следующим вечером, при штормовом ветре, смешавшим ряды испанских и французских кораблей, Хау беспрепятственно вошёл в бухту Гибралтара. 34 линейных корабля, прикрывавшие 31 транспорт, доставили снаряжение, продовольствие и боеприпасы. Кроме этого, на кораблях прибыли три полка пехоты, доведя общую численность гарнизона до 7000. Выполнив основную задачу, Хау отплыл в обратном направлении, вступив по дороге в ничего не решавшую битву с объединённым франко-испанским флотом.
Осада продолжалась ещё несколько месяцев, но в начале 1783 года стороны заключили перемирие, положившее конец активному противостоянию. Наконец, в феврале 1783 года осада была снята. Исход Большой осады привёл к невозможности использовать Гибралтар для дальнейшего политического торга, несмотря на то, что король Георг III предупредил, что город станет поводом для новой войны или по меньшей мере источником скрытой вражды. Он предлагал по возможности избавиться от Гибралтара, который будет мешать заключению полноценного мира. Генерала Элиотта и гарнизон славили за проявленный героизм и упорство в обороне города, а стойкость обороны Гибралтара обрела, по выражению одного из писателей, «нечто вроде культового статуса». В британском обществе возникла «эмоциональная, хотя и иррациональная привязанность к этому месту». Убеждение в неприступности города отразилось в крылатом выражении «стойкий, как Гибралтарская скала» (англ. strong as the Rock of Gibraltar).

### Колония Гибралтар
После Большой осады гражданское население Гибралтара, которого осталось менее тысячи человек, начало быстро увеличиваться. Этому способствовали экономический потенциал территории и возможность получить убежище от Наполеоновских войн. Потеря Британией в 1776 году североамериканских колоний привела к перенаправлению торгового потока на новые рынки в Индии и Ост-Индии. Наиболее популярный маршрут на восток проходил через Египет, даже до того, как был построен Суэцкий канал, а Гибралтар оказался первым британским портом на этом пути. Новые морские перевозки резко увеличили значимость Гибралтара как торгового порта, одновременно он предоставлял убежище жителям западного Средиземноморья, спасающимся от Наполеоновских войн. Среди иммигрантов значительную часть составляли генуэзцы, покинувшие родину после аннексии Наполеоном Генуэзской республики. К 1813 году почти треть населения города составляли генуэзцы и итальянцы. Португальцев было 20 %, испанцев — 16,5 %, евреев — 15,5 %, британцев — 13 % и выходцев с Менорки — 4 %. Молодой Бенджамин Дизраэли так описывал жителей Гибралтара: «мавры в цветастых, как радуга, костюмах, евреи в длинных одеждах и ермолках, генуэзцы, горцы и испанцы».
Гибралтар оставался не самым здоровым местом из-за низкой санитарии и тяжёлых условий существования. В городе периодически происходили эпидемии жёлтой лихорадки и холеры, жертвами которых становились сотни горожан и солдат гарнизона. Эпидемия во втором полугодии 1804 года унесла жизни более трети всего населения, как военного, так и гражданского. Лорд Нельсон в марте следующего года выражал надежду, что «ужасная кара прошлой осени не повторится, а генерал Фокс сжёг все лачуги в задней части города; и если с ними сгорела половина города, может, оно и к лучшему».

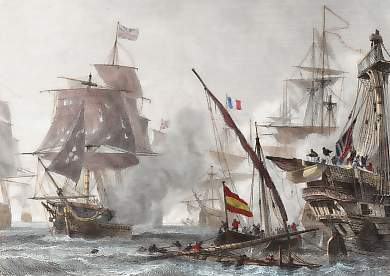
Сражение в заливе Альхесирас (6 июля 1801 года) у Гибралтара, на картине Algéciras, 6 Juillet 1801 Леона Морель-Фасьо

Во время войны против Первой французской империи Гибралтар сначала выступал в качестве базы британского флота, осуществлявшего блокаду портов Кадис, Картахена и Тулон, а затем в роли перевалочной базы, через которую осуществлялось снабжение британских войск во время Пиренейских войн с 1807 по 1814 год. Летом 1801 года французская и испанская эскадры предприняли две попытки прорвать блокаду и сразились с британской эскадрой у Гибралтара. Для испанцев это дорого стоило: они потеряли два крупнейших корабля, которые приняли друг друга за противника, столкнулись и взорвались, убив почти 2000 моряков. Два года спустя в Гибралтар прибыл лорд Нельсон, занятый поисками французской эскадры адмирала де Вильнёва. Они встретились в Трафальгарском сражении, в результате которого Нельсон был убит, а Вильнёв попал в плен. Прибыв в июне 1803 года, Нельсон руководил блокадой французских и испанских портов, но некоторое время провёл на берегу, в городе. 28 октября 1805 года в Гибралтар вернулся HMS Victory с телом Нельсона; донесение адмирала Коллингвуда о победе в Трафальгарском сражении и гибели Нельсона было напечатано в Gibraltar Chronicle, ставшей первой газетой, объявившей об этом миру (на две недели раньше The Times).
После Трафальгарского сражения Гибралтар стал крупной базой снабжения, обеспечивавшей силы, участвовавшие в испанском восстании против Наполеона. Вторжение французов в Испанию в 1808 году потребовало от британского гарнизона Гибралтара пересечь границу и уничтожить укрепления, окружавшие залив, а также старые оборонительные сооружения на перешейке, чтобы исключить их использование для осады города или блокирования залива с помощью береговых батарей. Французские войска добрались до Сан-Роке к северу от Гибралтара, но не пытались атаковать город, считая его неприступным. Они осадили Тарифу, расположенную ниже на побережье, но через месяц отступили. С этого момента Гибралтар не оказывался перед лицом военной угрозы около ста лет.
В мирное время Гибралтар пережил крупные изменения. Реформой руководил генерал Джордж Дон, занявший пост губернатора в 1814 году. Разрушения, имевшиеся после Большой осады, были давно устранены, но город оставался в целом средневековым, с узкими улочками и бессистемной планировкой. Отсутствие современной канализации являлось главной причиной эпидемий, часто случавшихся в городе. Новый губернатор переделал систему канализации, организовал уличное освещение, перестроил Больницу святого Бернарда, обеспечив доступ в неё гражданскому населению, и начал строительство Собора Святой Троицы, предназначенного для протестантской общины. Впервые своё мнение об управлении городом смогли высказывать гражданские. В 1817 году была основана библиотека, а торговый комитет, защищающий интересы городских коммерсантов, смог получить право совещательного голоса в городском совете. Сам городской совет появился в 1821 году. В 1830 году Гибралтар получил статус коронной колонии. В том же году заработала Полиция Гибралтара, созданная по образцу лондонской Службы столичной полиции. Высшей судебной властью стал Верховный суд, под юрисдикцию которого попали гражданские, криминальные и смешанные дела.
Экономическое значение Гибралтара поменялось с изобретением пароходов. Первый из них прибыл в городской порт в 1823 году. Появление парового флота привело к изменению торговых путей в Средиземноморье. Гибралтар, ранее выполнявший роль перевалочного порта, большей частью превратился в пункт обслуживания пароходов: обеспечения их углём, продовольствием и погрузочно-разгрузочными операциями. И хотя Гибралтар стал играть роль основного места пополнения запасов угля на пути в Александрию или к мысу Горн, изменения в экономике привели к долгой депрессии, продолжавшейся до конца XIX века. Потребность в рабочей силе для погрузки угля была такой, что Гибралтар был вынужден привлекать значительное число испанцев. На месте испанских укреплений вдоль границы выросли трущобы, превратившиеся в рабочий посёлок Ла-Линеа-де-ла-Консепсьон. Скудность экономики сказалась на росте численности населения, которая практически не менялась с 1830 по 1880 год. Тем не менее ситуация в Гибралтаре была лучше, чем на страдающем от нищеты юге Испании. Как следствие, численность рабочего посёлка за тот же период удвоилась, и ещё раз удвоилась в течение следующих 20 лет.

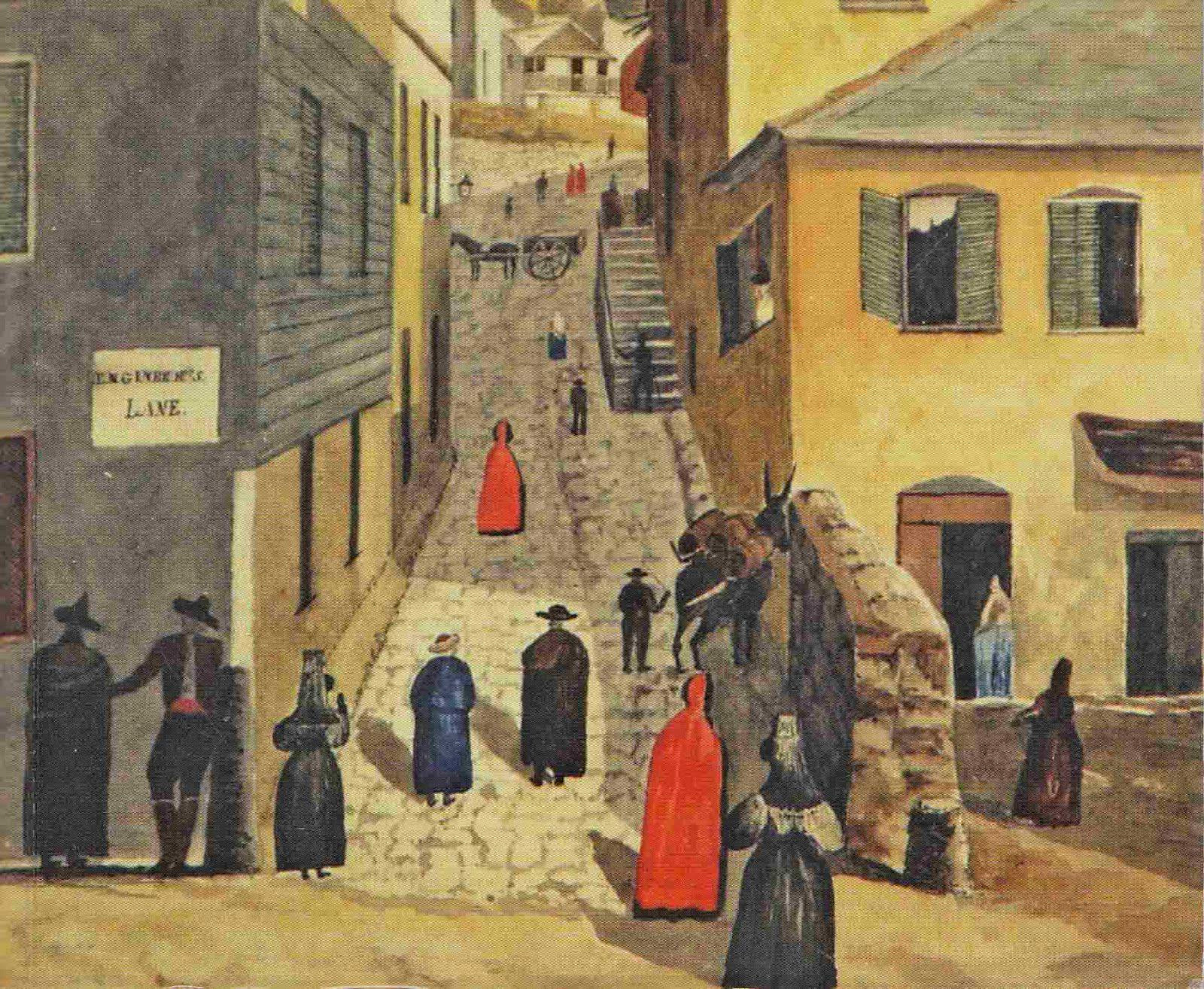
Касл-стрит в Гибралтаре на картине Фредерика Лидса Эдриджа (1833)

Писатель Ричард Форд, посетивший город в середине XIX века, в своём путеводителе по Испании отмечал в Гибралтаре «любопытное сочетание наций и одежд». По его словам, в это городе, оказавшемся посередине между Европой, Азией и Африкой, каждый человек одевался на свой лад и говорил на своём языке, а весь город являлся антитезой испанским городам: «всё в движении, все торопятся, и единственный бог Гибралтара — мамона».
В XIX веке Гибралтар сохранял в общем дружественные отношения с Испанией. Британским солдатам запрещалось пересекать границу, но офицеры свободно допускались на испанскую территорию. Той же свободой пользовалось и гражданское население города, некоторые даже обзавелись недвижимостью в соседнем Сан-Роке. Гарнизон завёл британскую традицию охоты на лис, в 1812 году проведя первую Royal Calpe Hunt при участии британских офицеров и испанской знати. Главным камнем преткновения в это время была контрабанда. Проблема приобрела иное значение, когда Испания ввела пошлину на иностранные товары, стремясь защитить собственное промышленное производство. Также высоким налогом была обложена торговля табаком, что приносило испанской казне значительный доход. Неизбежным результатом этой политики стало то, что Гибралтар, где табак стоил дёшево, превратился в центр его незаконных поставок. В условиях депрессивной экономики контрабанда играла роль одной из главных составляющих торговли; ирландский путешественник середины XIX века Мартин Хаверти назвал Гибралтар «великим источником контрабанды для Испании». Генерал Роберт Гардинер, занимавший пост губернатора с 1848 по 1855 год, в письме британскому премьер-министру Генри Палмерстону так описывал картину, которую мог наблюдать каждый день: «Сразу после открытия ворот через них потоком шли испанские мужчины, женщины и дети, лошади и редкие повозки, которые продолжали движение по городу, переходя от магазина к магазину, примерно до полудня. При входе они имели обычный для человека размер, а на выходе оказывались укутанными товарами из хлопка, дополненными мешками с табаком. Вьючные животные и повозки входили налегке, а назад шли, с трудом передвигаясь под тяжестью своей ноши. Испанские власти исполняли свою роль в этом движении, беря взятки с каждого, кто пересекал границу — намерения людей и сами люди были им отлично известны».

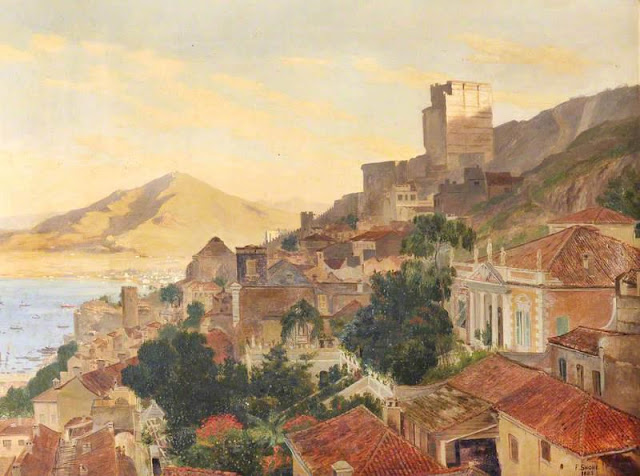
Вид на Гибралтар в северном направлении на картине Фредерика Уильяма Шора (1883)

Проблему контрабанды удалось приглушить введением пошлин на импортные товары, что сделало их менее привлекательными для нелегальной торговли. Новый источник дохода также позволил собрать средства на улучшение водопровода и канализации. Условия жизни в Гибралтаре, несмотря на проведённые реформы, оставались плохими. Полковник Сойер, служивший в гарнизоне Гибралтара в 1860-е годы, описывал город как «средоточие мелких, переполненных жилищ с плохой вентиляцией и сыростью», «свыше 15 000 человек теснились на пространстве менее квадратной мили». Хотя в городе были проложены сточные трубы, летняя нехватка воды делала их практически бесполезными, а бедные горожане иногда не имели средств, чтобы помыться. Один из врачей утверждал, что улица чаще предпочтительнее, чем жилища некоторых бедняков Гибралтара. В 1865 году в городе заработала санитарная комиссия, начались работы над новыми системами водоснабжения и канализации, и это позволило избежать крупных эпидемий. В Гибралтарской скале были обустроены подземные хранилища для воды общим объёмом 22,7 млн литров. Вскоре в городе появились и другие муниципальные службы: в 1857 году организовано газоснабжение, в 1870 город получил телеграфную связь, в 1897 началась электрификация. В Гибралтаре получило развитие и образование: в 1860 году в городе действовало 42 школы.
К концу XIX века жители Гибралтара впервые были официально названы «гибралтарцами». Количество коренных жителей города только в 1830 году впервые превысило число горожан, родившихся за его пределами, но уже к 1891 году рождённых в Гибралтаре оказалось 75 % от общего населения в 19 011 человек. Выделение гибралтарцев в качестве отдельной группы потребовалось из-за нехватки земли для строительства домов и необходимости контролировать число гражданских жителей, поскольку Гибралтар в первую очередь оставался военной крепостью. Декреты от 1873 и 1885 года постановляли, что ребёнок иностранных граждан не может родиться в Гибралтаре, никто из иностранцев не может получить право поселиться в Гибралтаре, и только рождённые в Гибралтаре изначально имеют право проживать в городе, остальным требуется особое разрешение, за исключением тех, кто является служащим Британской короны. Кроме 14 244 гибралтарцев в городе находились 711 британцев, 695 мальтийцев и 960 выходцев из других британских доминионов. Кроме них 1869 человек принадлежали к испанской нации, из которых 1341 были женщины. Португальцы, итальянцы, французы и марокканцы составляли оставшуюся малую часть населения (около 500 человек).

### Начало XX века

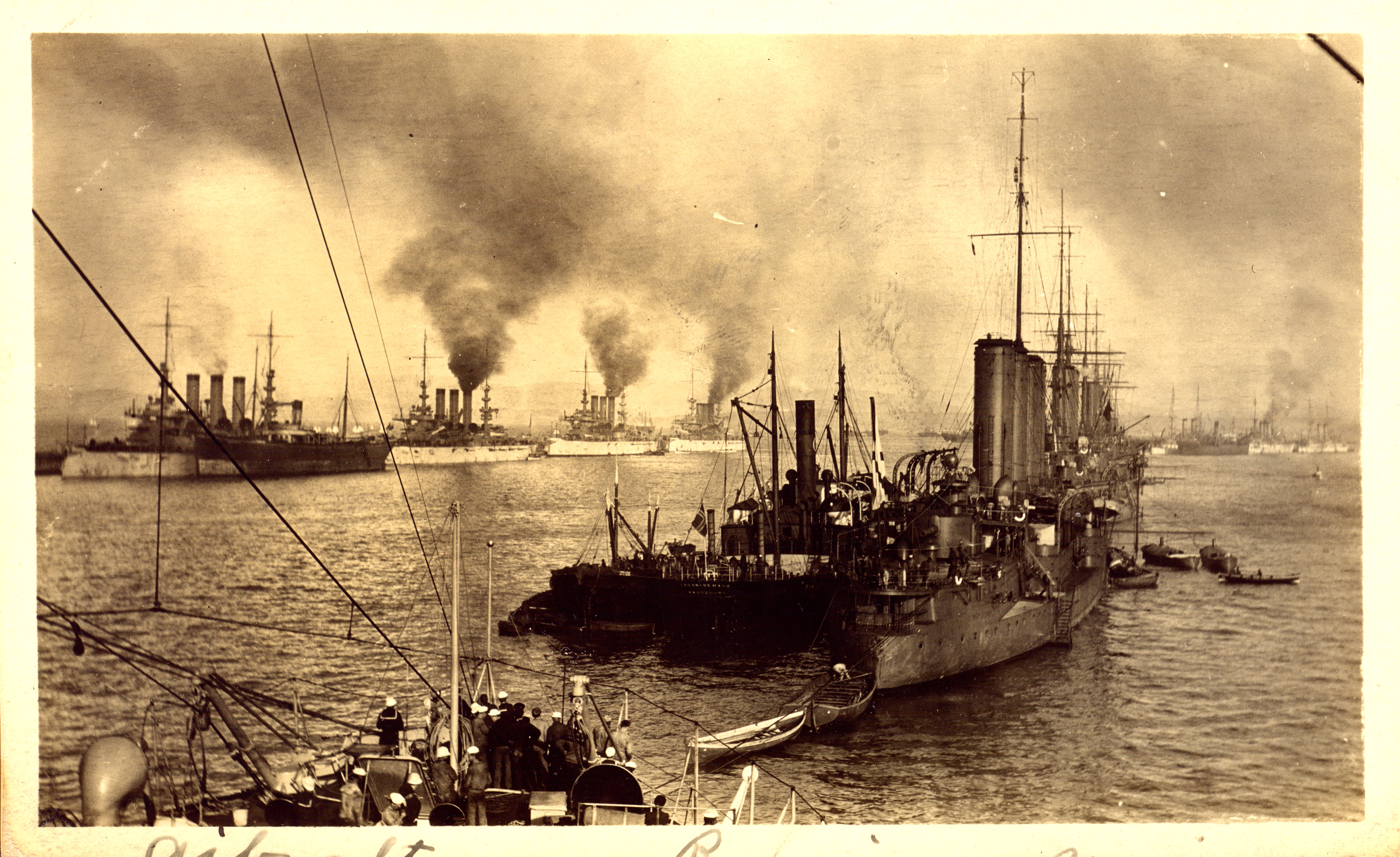
Американский Великий белый флот в Гибралтарском заливе (февраль 1909 года)

К концу XIX — началу XX века будущее Гибралтара в качестве британской колонии оказалось под большим вопросом. Экономическое значение города продолжало снижаться по мере появления всё более совершенных пароходов, имевших большую дальность плавания и не требовавших частого восполнения запасов топлива. В свою очередь, развитие военных технологий поставило под сомнение военное значение Гибралтара. Новые дальнобойные орудия легко доставали до города как с противоположного края залива, так и из глубины материковой части Испании, а внедрение торпед сделало уязвимыми и суда, находящиеся в бухте на якорной стоянке. Гарнизон был способен удерживать город долгое время, но при оккупации врагом испанского побережья Гибралтар терял возможность снабжения по морю, как это было во время Большой осады 120 лет назад.
Поступившее со стороны Испании предложение обменять Гибралтар на Сеуту, расположенную на противоположном берегу Гибралтарского пролива, было после рассмотрения отвергнуто. Окончательное решение постановляло, что стратегическая выгода от военно-морской базы в Гибралтаре перевешивает её потенциальную уязвимость со стороны материка. С 1889 года началось наращивание Королевского военно-морского флота, и Гибралтар, наряду с Мальтой, получил новую, защищённую от торпед гавань, а также увеличенные и модернизированные доки. В строительстве участвовало около 2200 человек, а стоимость работ суммарно достигла 5 млн фунтов (более 470 млн фунтов в ценах 2013 года). В результате реформ, которые проводил первый морской лорд Джон Арбетнот Фишер, Гибралтар превратился в базу Атлантического флота Великобритании. В глазах британской общественности Гибралтар оставался, как писали газеты, «символом морского владычества Великобритании, символом созданной империи, который, в большей степени, чем Британский лев или Джон Булль, демонстрировал мощь и престиж Британии всему миру».
Ценность гибралтарской военно-морской базы стала очевидной после начала Первой мировой войны 1 августа 1914 года. В ночь с 3 на 4 августа Великобритания объявила войну Германии, и уже через несколько минут после этого торпедный катер из Гибралтара захватил немецкий лайнер, а на следующий день добычей британцев стали ещё три корабля. Несмотря на относительную удалённость Гибралтара от места основных боевых действий — Испания придерживалась нейтралитета, и бои в Средиземном море не велись — он сыграл важную роль в Битве за Атлантику. Великобритания и её союзники интенсивно использовали базу для ремонта и восполнения запасов. Гибралтарский залив часто выступал в качестве точки сбора военных конвоев, а немецкие подводные лодки, в свою очередь, прочёсывали пролив в поисках целей. Дважды орудия Гибралтара открывали огонь по субмаринам, проходившим через пролив, но в обоих случаях результата не достигли. Противолодочная оборона находилась в зачаточном состоянии, и помешать подводным лодкам преодолеть пролив гибралтарцы не имели возможности. За два дня до окончания войны, 9 ноября 1918 года, немецкая подводная лодка UB-50 торпедировала у мыса Трафальгар к западу от Гибралтара броненосец «Британия», который затонул спустя 2,5 часа.
Возвращение мирного времени неизбежно означало снижение военных расходов, но их потеря компенсировалась резким увеличением количества грузовых и пассажирских кораблей, проходящих через Гибралтар. Британские лайнеры курсировали по маршрутам в Индию и Южную Африку и обычно заходили в Гибралтар. То же самое делали французские, итальянские и греческие суда, осуществлявшие сообщение с Америкой. Наряду со снабжением углём порт стал предоставлять заправку нефтью. В 1933 году на перешейке появилось лётное поле. Преобразования пережило и общественное устройство: в 1921 году были образованы исполнительный и городской советы, имевшие право подавать запросы губернатору. Их появление стало одним из первых шагов на пути к самоуправлению территории.
В июле 1936 года в Испании началась гражданская война. Это создало прямую угрозу для Гибралтара, поскольку город оказался в самом эпицентре событий: военный мятеж начался в Испанском Марокко и вскоре перекинулся через пролив в Европу. Националисты захватили район у Альхесираса, и республиканцы неоднократно пытались вернуть эту территорию. Сражения напрямую не затронули Гибралтар, но последствия отразились и на нём. Примерно 10 000 человек искали убежище в городе, что вызвало заметное перенаселение. Королевский флот в рамках политики невторжения пресекал попытки оказания военной помощи сторонам конфликта, идущую от других стран. В мае 1937 года один из кораблей, осуществлявших блокаду, эсминец «Хантер», подорвался на установленной националистами мине. При этом погибло восемь человек, а повреждённое судно пришлось отбуксировать в Гибралтар. Общественность Гибралтара из-за войны в Испании раскололась на два лагеря: британская администрация, Англиканская и Католическая Церкви, а также состоятельные гибралтарцы, поддерживали националистов; рабочий класс принял сторону республиканцев. Европа постепенно двигалась к новой всеобщей войне, и британское правительство решило укрепить оборону Гибралтара, для чего в марте 1939 года были сформированы Гибралтарские силы обороны (в настоящее время — Королевский гибралтарский полк), а также подготовить военно-морскую базу к приёму последнего поколения линкоров и авианосцев.

### Вторая мировая война

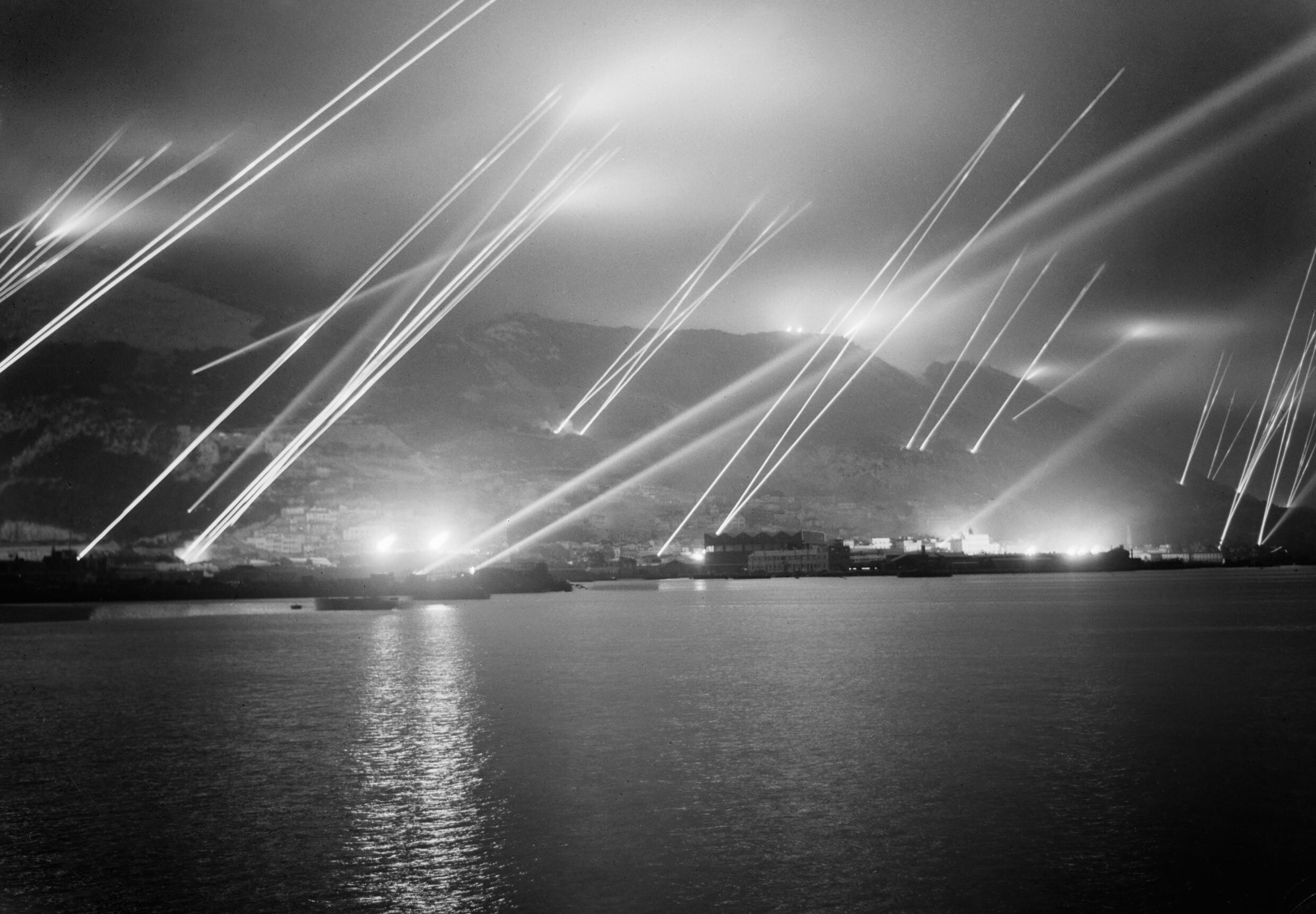
Прожекторы противовоздушной обороны на Гибралтарской скале (20 ноября 1942 года)

Вторая мировая война, разразившаяся 1 сентября 1939 года, изначально не коснулась Гибралтара: Испания и Италия сохраняли нейтралитет. Резкое ухудшение ситуации началось в апреле 1940 года, когда Германия вторглась во Францию. В июне к боевым действиям присоединилась Италия. Опасаясь присоединения к войне Испании, британское правительство в мае 1940 года объявило полную эвакуацию гражданского населения Гибралтара. Большинство жителей переехало в Великобританию, меньшинство предпочло Мадейру и Ямайку, некоторые выбрали собственный путь и переселились в Танжер и Испанию. В городе началась интенсивная подготовка к обороне, включавшая прокладку тоннелей в скале и укрепление защитных сооружений. В результате было построено более 48 км подземных проходов и организовано множество позиций противовоздушных батарей. На военно-морской базе было сформировано новое мощное подразделение — Соединение H, задачами которого становились защита Гибралтарского пролива и поддержка сил союзников в Северной Африке, Средиземном море и Атлантике. Площадь лётного поля, получившего новое обозначение RAF North Front, было увеличено за счёт грунта, образовавшегося при прокладке тоннелей, оно стало способным принимать бомбардировщики. Резко возросло число солдат гарнизона, которое к 1943 году достигло 17 000 человек. За счёт корабельной группировки к ним прибавилось ещё 20 000 человек.
Гибралтар сыграл ключевую роль в Битве за Атлантику. После падения Франции в июне 1940 года Великобритания сформировала систему конвоев, курсировавших между Северной Америкой и Британскими островами (маршрут «восток-запад») и между Великобританией, Гибралтаром и Фритауном в британской колонии Сьерра-Леоне (маршрут «север-юг»). Гибралтар ещё до войны использовался как основное место сбора конвоев, направлявшихся в Европу, а с конца 1942 года он стал пунктом назначения конвоев из Соединённых Штатов, обеспечивавших снабжение сил союзников в Средиземноморье, Северной Африке, Италии и на Сицилии. Огромное число войск и военных грузов прошло этим маршрутом: с ноября 1942 по август 1945 года из США в Гибралтар и обратно было проведено 11 119 кораблей в 189 конвоях, с декабря 1942 по март 1945 года доставлено 536 134 человек.
Гибралтар неоднократно подвергался вражеским атакам, как прямым, так и скрытным. В сентябре 1940 года удары по городу наносили бомбардировщики вишистской Франции, время от времени совершала налёты дальняя авиация Италии и Германии, однако нанесённый ущерб был несущественным. Позиция Испании изменилась незначительно: генерал Франко сменил нейтралитет на «неучастие в войне», что на практике означало возможность для стран «оси» проводить тайные операции против Гибралтара с испанской территории. Несмотря на готовность не замечать деятельность немцев и итальянцев в районе Гибралтара, Франко тем не менее отказался участвовать в запланированной Гитлером операции «Феликс», целью которой ставился захват Гибралтара. Главной причиной этого решения была зависимость Испании от поставок продовольствия, так как разорённая гражданской войной страна не могла себя прокормить. Она полагалась на поставки зерна из Северной и Южной Америки, которые немедленно прекратились бы, если бы Франко вступил в войну на стороне Германии. В конце концов, Гитлер отказался от захвата Гибралтара и переключил внимание на Югославию и Советский Союз.
Немецкие и итальянские диверсанты постоянно выискивали возможность нанести удар по Гибралтару. Итальянцы несколько раз атаковали корабли в бухте Гибралтара, используя человекоуправляемые торпеды и водолазов, направлявшихся на задание с испанского побережья. В результате было повреждено несколько торговых судов, один корабль затонул. Немецкий Абвер завербовал трёх испанцев для шпионажа и диверсий в Гибралтаре, они были пойманы в 1942—1943 годах и повешены. Угроза Гибралтару значительно уменьшилась после выхода из войны Италии в сентябре 1943 года.
С этого момента не осталось причин препятствовать возвращению беженцев в родной город. В ноябре был создан соответствующий комитет, который 8 февраля 1944 года согласовал порядок репатриации. Первая группа из 1367 человек вернулась в Гибралтар из Великобритании 6 апреля 1944 года, 28 мая прибыли первые беженцы, находившиеся на Мадейре, где к концу года осталось лишь 500 человек, не попавших в приоритетный список. Часть гибралтарцев, направленных в Лондон, были вынуждены повторно сменить место пребывания из-за необходимости разместить возвращающихся с войны солдат. Беженцев направили в Шотландию и Северную Ирландию.

### Послевоенный Гибралтар

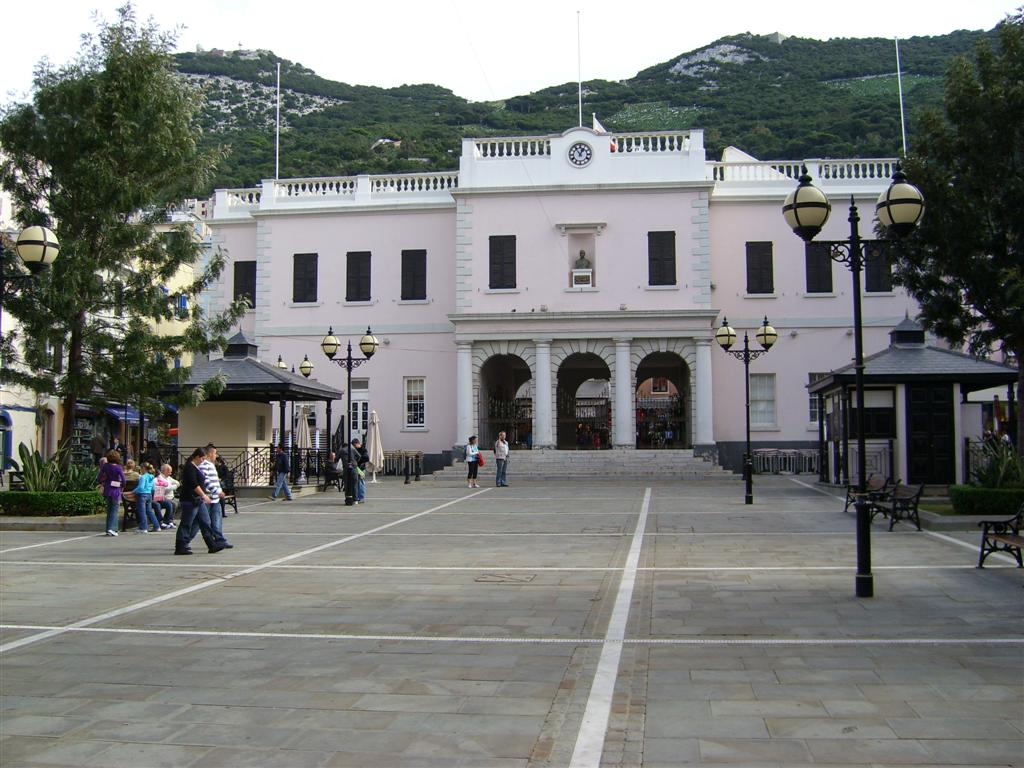
Ассамблея Гибралтара

Гибралтарцы, оказавшиеся в лагерях временного размещения в Северной Ирландии, ждали своего возвращения домой до февраля 1951 года. Одной из причин задержки была нехватка кораблей, которые в первую очередь перевозили войска, возвращавшиеся с только что окончившейся войны. Другим, более серьёзным препятствием, стала нехватка домов. Чтобы решить проблему, гарнизон города был переведён в южную часть полуострова, а освободившиеся здания предоставили репатриантам. Вступила в действие программа строительства жилья, но её быстрому осуществлению мешал дефицит строительных материалов. К 1969 году было построено или достраивалось более 2500 квартир.
В послевоенное время Гибралтар предпринял решительные шаги в сторону внутреннего самоуправления. Ассоциация по защите гражданских прав (AACR), возглавляемая адвокатом Джошуа Хассаном, в 1945 году победила на местных выборах и заняла все места в городском совете. В 1947 году право голоса получили женщины, а в 1950 появился законодательный совет Гибралтара. К 1955 году в колонии сформировалась двухпартийная система: образовалась оппозиционная AACR Партия содружества (уже через два года она была распущена, и на выборах её место заняло местное отделение британского профсоюза TGWU). В том же году Хассан стал первым мэром города. Однако британский губернатор по-прежнему сохранял всю полноту власти и мог блокировать решения законодательного совета. Это неизбежно приводило к противоречиям, если совет и губернатор отстаивали противоположные точки зрения, однако в 1964 году британское правительство согласилось ограничить юрисдикцию губернатора вопросами обороны, безопасности и международных отношений. В 1968 году появилась новая конституция Гибралтара, которая стала действовать с 1969 года. Она объединяла городской и законодательный советы в один орган — Ассамблею (с 2006 года ставшую Парламентом Гибралтара), состоявшую из 15 избираемых депутатов, двух назначаемых представителей и спикера. Прежнее наименование — «Колония Гибралтар» — было заменено на «Город Гибралтар».
Послевоенные взаимоотношения Гибралтара с Испанией омрачались вновь разгоревшимся спором о принадлежности территории. Хотя с 1783 года Испания не пыталась силой вернуть Гибралтар, его суверенный статус оставался под вопросом. В течение всего XIX века контрабанда и морские границы периодически становились предметом дипломатических разбирательств. Тогда же возникли трения, касавшиеся нейтральной территории на перешейке — полосы шириной около 1 км (дальности пушечного выстрела для 1704 года). В течение времени Британия постепенно занимала эту территорию, что вызывало постоянные протесты со стороны Испании. В настоящее время на этой земле расположен аэропорт Гибралтара.

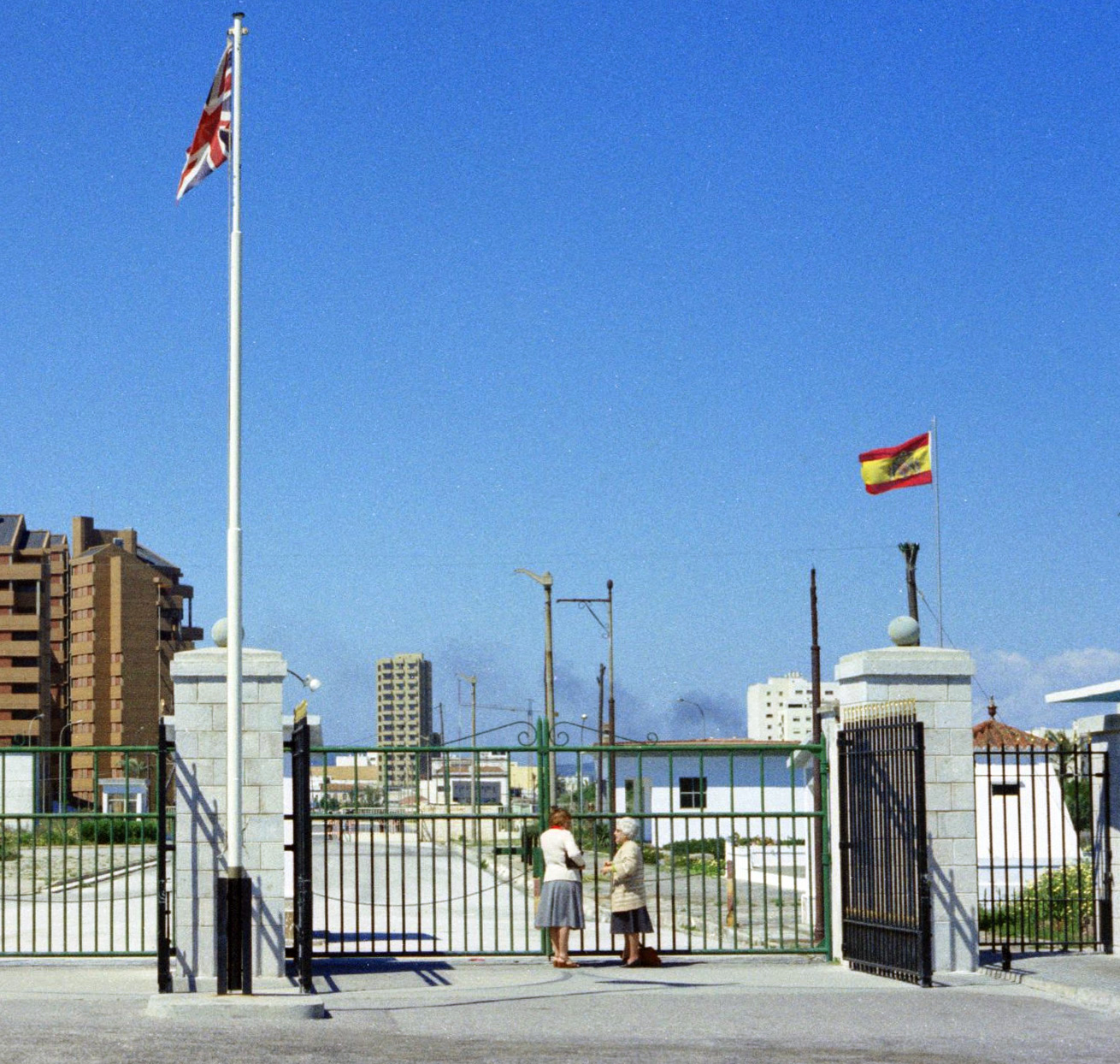
Закрытые ворота на границе Гибралтара и Испании (1977)

Попытки вернуть Гибралтар под испанскую власть обрели новую почву благодаря кампании ООН по деколонизации, начатой в 1946 году. В этот год Британия составила список заморских территорий, подпадающих под новую политику, включив в него и Гибралтар. Однако статус города не был изменён из-за уникального положения, в котором он находился по Утрехтскому мирному договору: он мог принадлежать только Великобритании или Испании и не мог быть независимым. Правительство Франко считало, что Британия пожелает избавиться от обременительного владения, потерявшего военную ценность, однако, как оказалось, это было в корне неверное мнение. Британское правительство следовало политике предоставления своим колониям права самоуправления с дальнейшей возможностью обретения ими независимости. Почти во всех случаях страны выбирали путь независимых республик. Однако для Гибралтара такого варианта не существовало по договору, и Британия могла лишь передать город Испании. Гибралтарцы категорически не приемлели подобный исход: организованный в 1967 году референдум показал, что 12 138 проголосовавших выступают за британскую власть и только 44 человека поддерживают объединение с Испанией. Испания отказалась признать результаты плебисцита, назвав жителей города «псевдогибралтарцами», а к настоящим гибралтарцам причислив только потомков испанцев, живших в городе более 250 лет назад.
Первое время разногласия принимали форму символического протеста, дипломатических демаршей и кампаний в государственной прессе. Но с 1954 года Испания ввела строгие ограничения на торговлю и перемещение через границу людей и транспорта. Давление усилилось в 1964 году, а в 1966 границу закрыли для проезда автомобилей. В 1969, после введения в действие новой конституции Гибралтара, что вызвало сильное неприятие со стороны Испании, граница была полностью перекрыта и отрезаны все линии связи Гибралтара, шедшие через Испанию.
Решение Испании имело серьёзные последствия не только в отношения между государствами, но коснулось и простых граждан Гибралтара: многие имели родственников и недвижимость на испанской территории. Как писал один из гибралтарцев, близким людям, оказавшимся по разные стороны пограничного забора, приходилось кричать через разделявшую страны полосу, чтобы просто рассказать о состоянии родственников, так как телефонная связь не работала; гибралтарские домохозяйки настраивали приёмники на местную испанскую радиостанцию, чтобы услышать новости о заболевших близких и, в случае критической ситуации, срочно плыть в Танжер, иногда лишь для того, чтобы опоздать даже на похороны.
Смерть Франко в 1975 году позволила начать дипломатическое сближение Британии и Испании по вопросу Гибралтара. Испания подала заявку на вступление в Европейское экономическое сообщество (ЕЭС) и НАТО, удовлетворение которой требовало одобрения со стороны Великобритании. В 1980 году переговоры между министрами Великобритании и Испании завершились заключением Лиссабонских соглашений, по которым страны начинали сотрудничество и выражали готовность начать обсуждение проблемы Гибралтара, одновременно снимая все ограничения, касающиеся линий связи. Британия обещала «уважать свободное и демократические выражение желания жителей Гибралтара», однако премьер-министр Маргарет Тэтчер отметила в Палате общин, что на повестку дня ставится вопрос о независимости, в отличие от прежней политики. Испанская граница, тем не менее, осталась закрытой из-за «технических причин», за которыми скрывались разногласия между странами. Лиссабонские соглашения были негативно восприняты многими гибралтарцами, не желавшими обсуждений своего суверенитета и указывавших на то, что их представительство на переговорах было недостаточным. Из-за разразившейся в 1982 году Фолклендской войны переговорный процесс вновь остановился. Аргентина предприняла секретную операцию, целью которой ставилось потопление британского фрегата в бухте Гибралтара, но испанская полиция сорвала эти планы. В 1984 году Великобритании и Испании удалось достичь новых соглашений, дополнявших Лиссабонские и разрешавших испанцам селиться в Гибралтаре (что и без того гарантировалось им как гражданам ЕЭС). В начале февраля 1985 года граница между Гибралтаром и Испанией вновь открылась.

### Современный Гибралтар

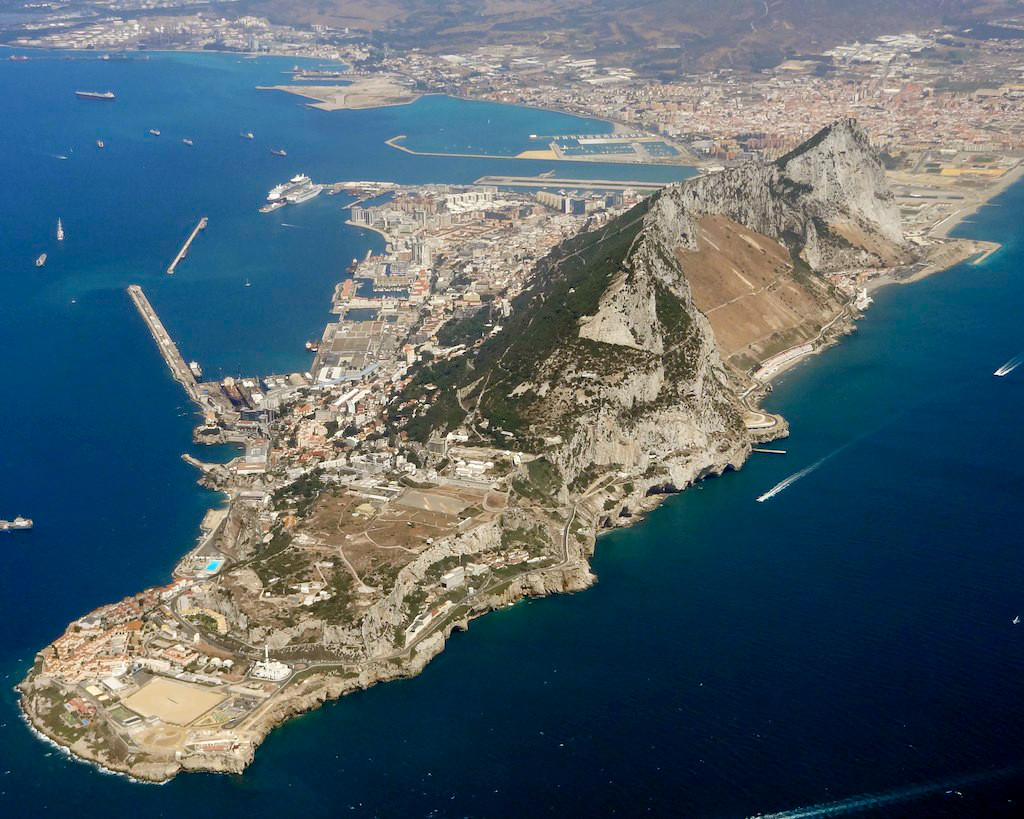
Вид на Гибралтар с высоты птичьего полёта (2011)

После открытия границы Великобритания уменьшила военное присутствие на полуострове. Прекратила работу военная верфь, уменьшилось количество воздушных сил. Аэропорт, сохранивший статус военно-воздушной базы, теперь не являлся местом постоянного базирования боевых самолётов. Гарнизон Гибралтара, постоянно пребывавший в городе с 1704 года, в 1990 покинул его в рамках политики снижения расходов в связи с окончанием Холодной войны. Оставшиеся военные подразделения входили в состав Британских сил в Гибралтаре, а функции гарнизона перешли Королевскому гибралтарскому полку, набираемому из числа местных жителей. Военно-морские силы сократились до Гибралтарской эскадры, задачей которой стало обеспечение безопасности в территориальных водах. В марте 1988 года военные провели в городе операцию против Временной Ирландской республиканской армии (PIRA), готовившей взрыв в Гибралтаре, в результате которой было убито три члена PIRA.
Сокращение военных расходов неизбежно вело к серьёзным последствиям для Гибралтара, который до этого момента во многом полагался на оборонное финансирование. Местное самоуправление было вынуждено менять экономическую модель, перенося внимание на поддержку туризма и перевод города на самообеспечение. Туристическую привлекательность города решили повысить с помощью ремонта и переоформления фасадов зданий, а также создания пешеходных зон вокруг ключевых достопримечательностей. Был построен новый пассажирский терминал для круизных судов, открыты марины и места отдыха. К 2011 году Гибралтар ежегодно посещало более 10 миллионов туристов, что при населении в 29 752 человека сделало город одним из мировых лидеров по соотношению туристов и местных жителей.
Правительство Гибралтара предприняло действия, направленные на поддержку таких отраслей экономики, как финансовые услуги, беспошлинная торговля, казино и азартные игры в интернете. В городе появились британские торговые сети, что должно было увеличить приток экспатриантов, расположившихся на Коста-дель-Соль. Чтобы увеличить территорию под нужды растущей экономики, была запущена обширная программа по превращению части морской акватории в сушу. К настоящему моменту десятая часть площади города создана искусственно.
Предпринятые правительством шаги оказались весьма успешны. В 2007 году главный министр Питер Каруана (англ. Peter Caruana) заявил, что экономические преобразования сделали Гибралтар одним из самых богатых сообществ в мире. В 2008—2013 годах Гибралтар занимал второе место среди наиболее процветающих территорий Европейского союза и 20 место в мире по объёму валового внутреннего продукта на душу населения с учётом паритета покупательной способности (Великобритания, для сравнения, занимала 34 место, а Испания — 47).
Трансформации подверглась и политическая система Гибралтара: ныне ведущими партиями являются Гибралтарские социал-демократы (основана в 1989 году; изначально консервативная партия, сместившаяся к левоцентристским позициям), Социалистическая лейбористская партия Гибралтара (основана в 1978 году на базе Демократического движения и профсоюзов; придерживается идей демократического социализма и самоопределения Гибралтара) и союзная ей Либеральная партия (основана в 1991 году). Альянс Социалистической лейбористской и Либеральной партий в 2011 году сменил во власти правивших с 1996 года социал-демократов.
В 1993 году в Гибралтаре декриминализированы гомосексуальные отношения. А в 2014 году однополым семьям было предоставлено право заключать гражданские партнерства.

Достопримечательности современного Гибралтара
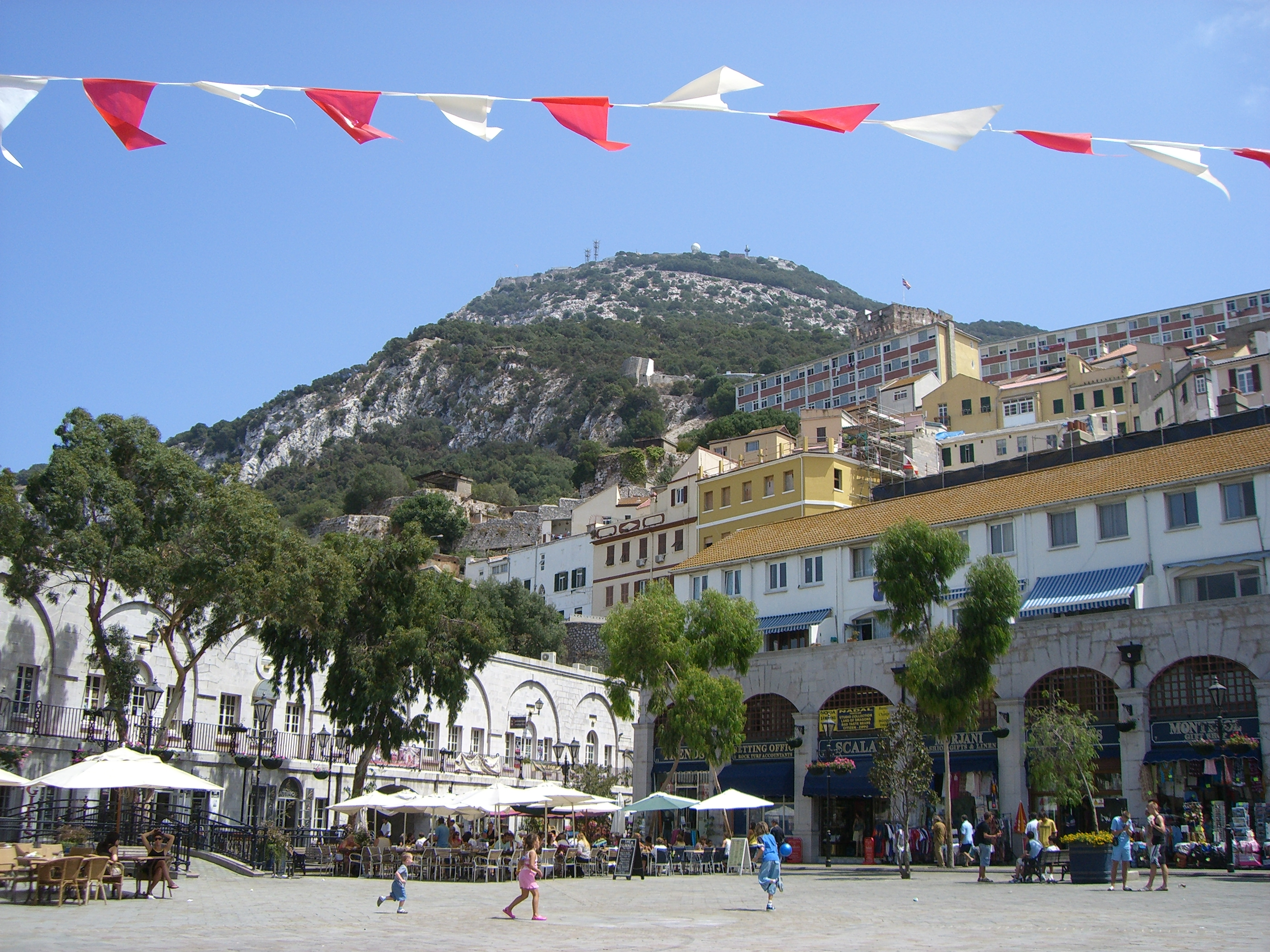
Площадь Гранд-Кейзмейтс-Сквер, превращённая в конце 1990-х годов в пешеходную зону
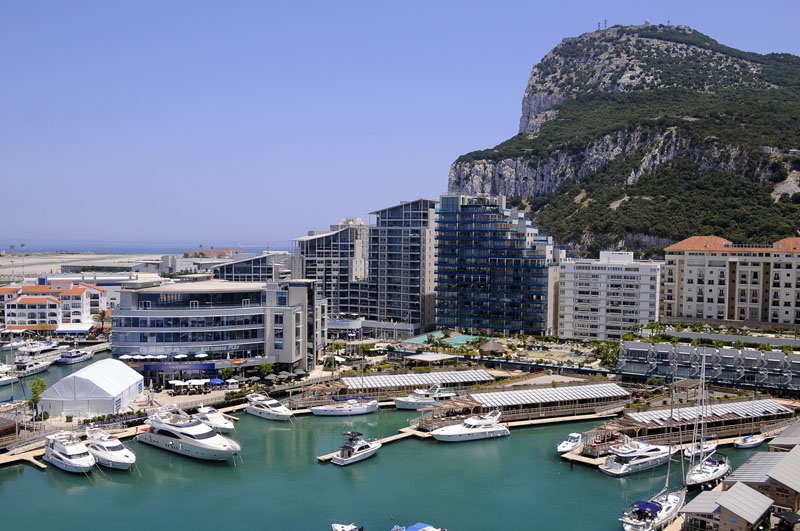
Оушен-Виллидж-Марина — новая элитная стоянка для яхт, организованная в середине 2000-х годов
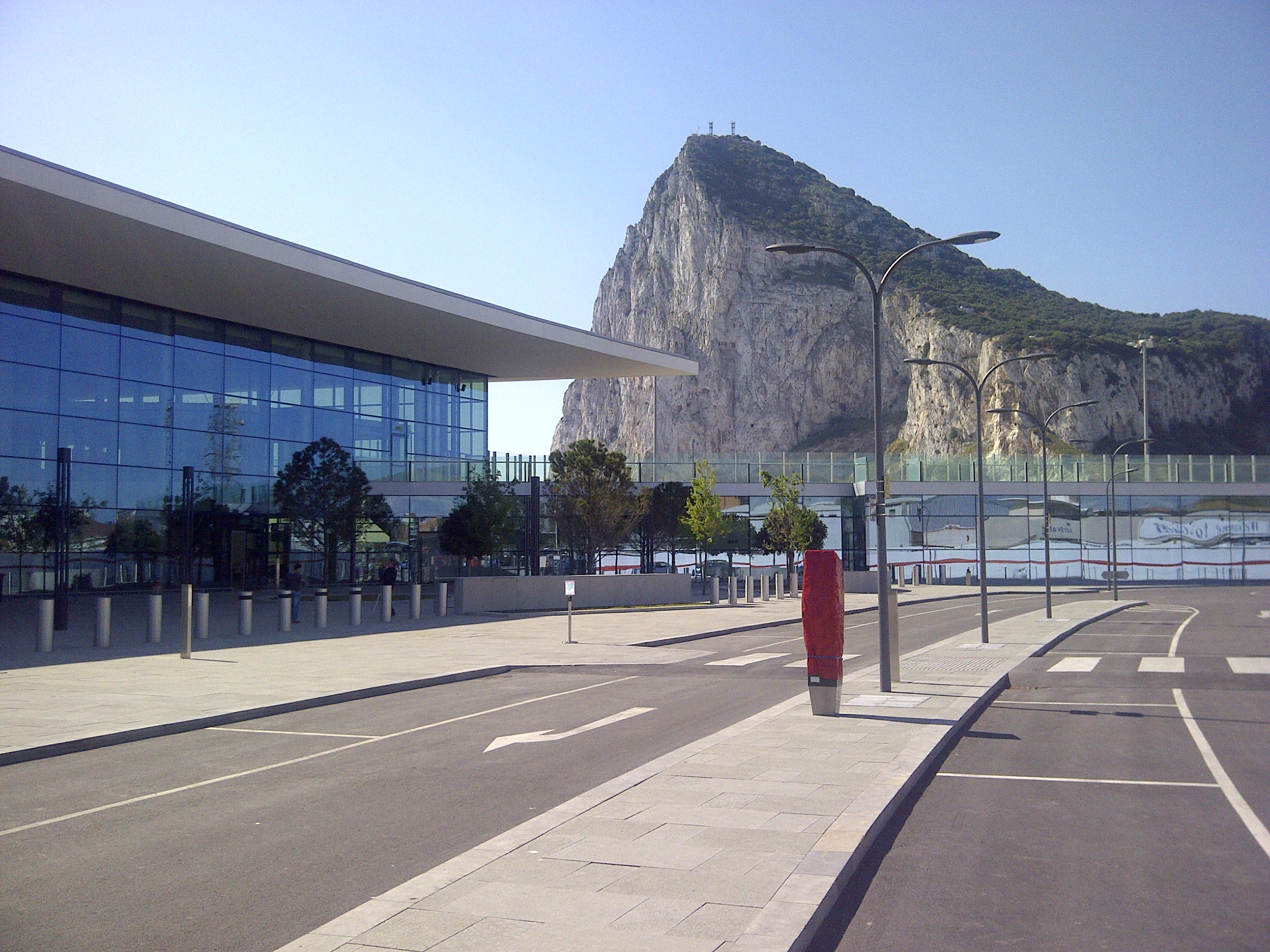
Новый терминал Гибралтарского международного аэропорта, открытый в 2012 году

Взаимоотношения с Испанией остаются для Гибралтара чувствительным вопросом. В 2002 году Великобритания и Испания выработали проект соглашения, по которому оба государства могли бы осуществлять совместное управление Гибралтаром, однако этому варианту противилось правительство Гибралтара. Вопрос был вынесен на референдум 2002 года, по результатам которого (17 000 голосов против (98,97 %) и только 187 голосов за) предложение отклонили. Британия и Испания результаты референдума не признали, как не имеющие законной силы, однако дальнейшие переговоры в этом направлении были остановлены, а Британия заявила, что подобные решения не могут быть претворены в жизнь без согласия гибралтарцев.
В августе 2004 года в Гибралтаре прошли празднования по случаю 300-летия перехода под британское владычество, что вызвало критику со стороны Испании. В сентябре 2006 года состоялись трёхсторонние переговоры с участием Испании, Гибралтара и Великобритании, в результате которых было подписано Кордовское соглашение, благодаря чему упрощалось пересечение испано-гибралтарской границы, улучшались транспортные и коммуникационные возможности. Одним из важных достижений стало снятие ограничений на приём аэропортом Гибралтара испанских самолётов. Вопрос суверенитета на переговорах не затрагивался. В том же году вступила в действие новая конституция Гибралтара, принятая большинством в 60,24 % голосов на референдуме, состоявшемся 30 ноября 2006 года.